# Lyčakivskyj hřbitov (Lvov)

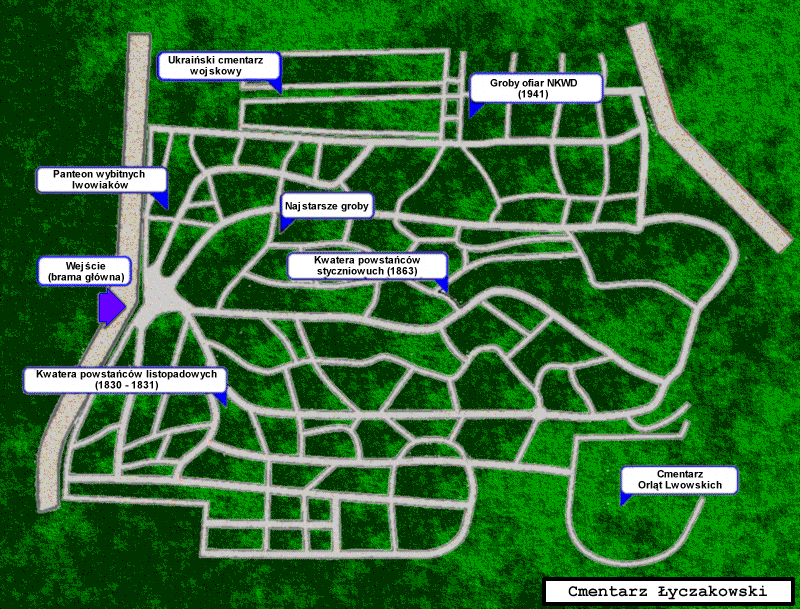
Plán Lyčakivského hřbitova

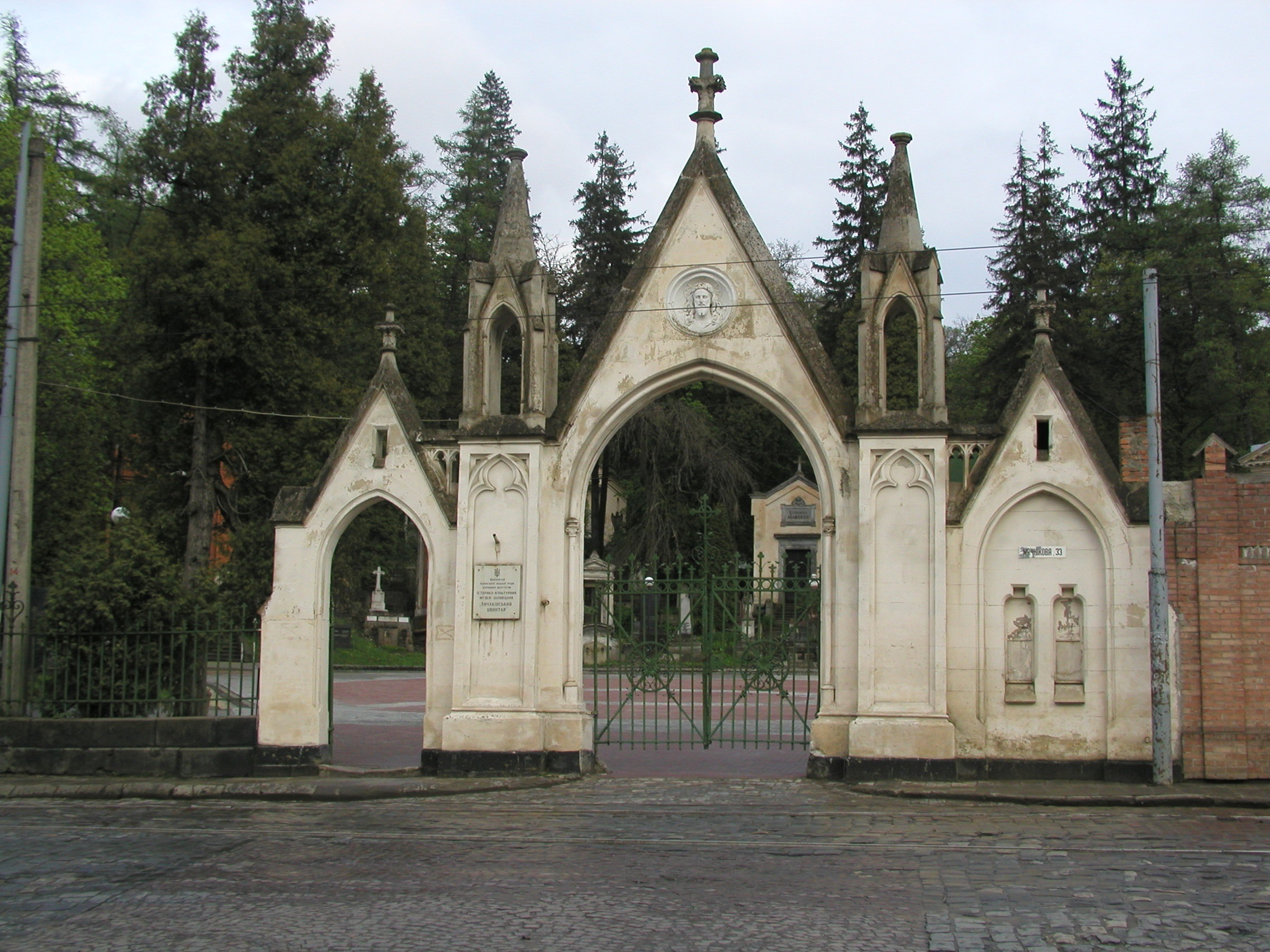
Hlavní vchod na Lyčakivskij hřbitov

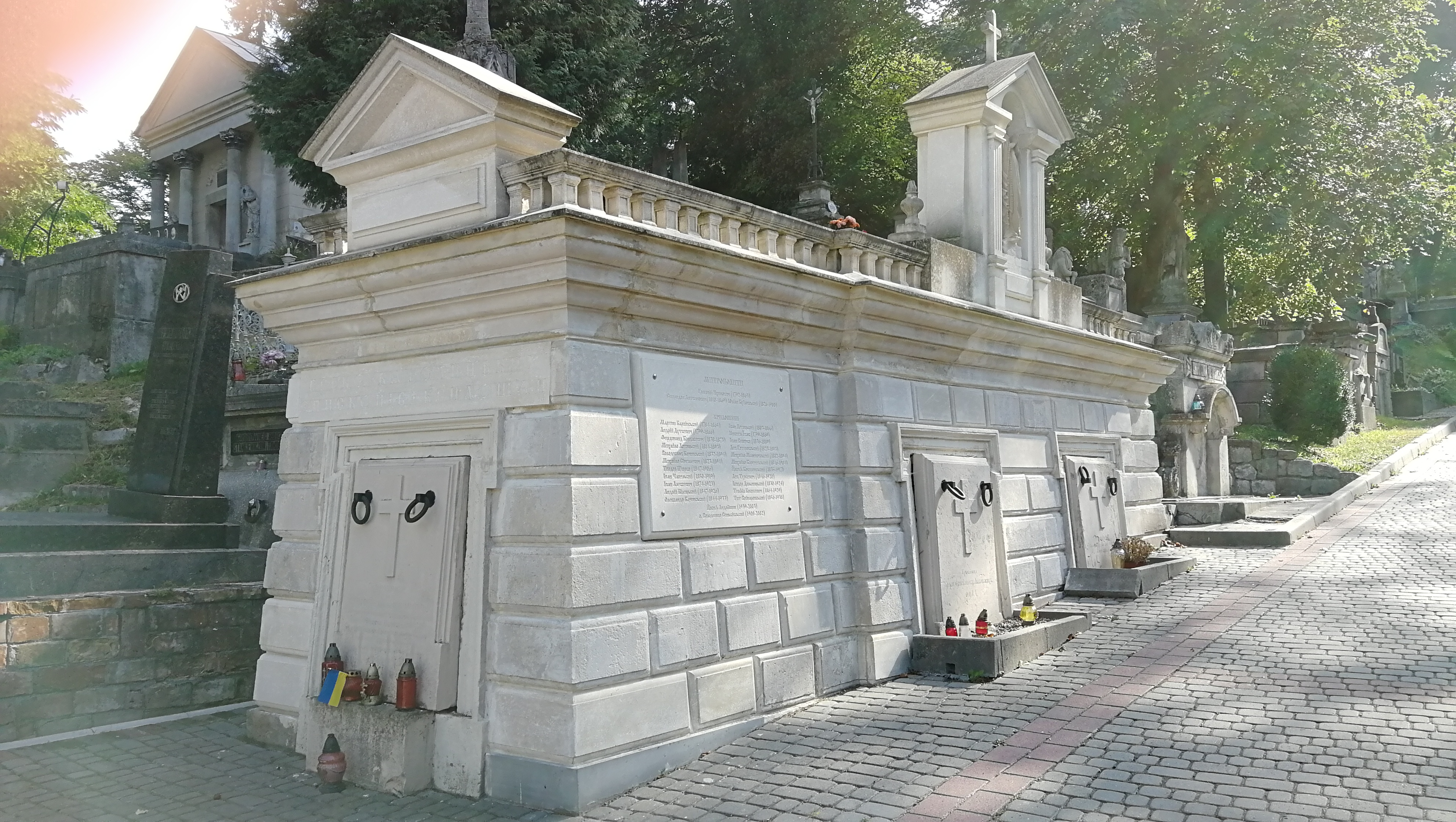
Hrobka haličských metropolitů a kanovníků

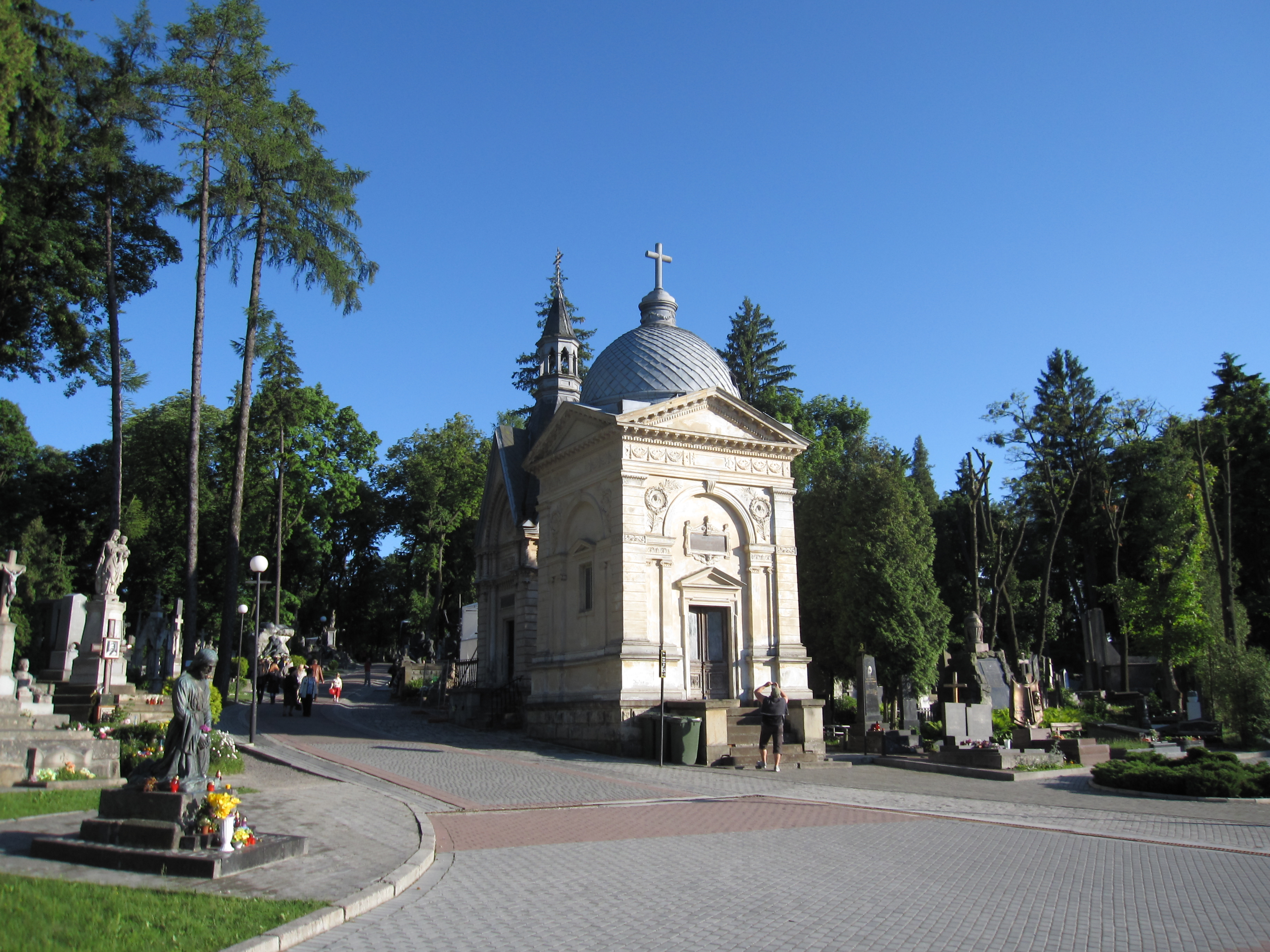
Kaple/hrobka Bačevských (podnikatelé, mecenáši)

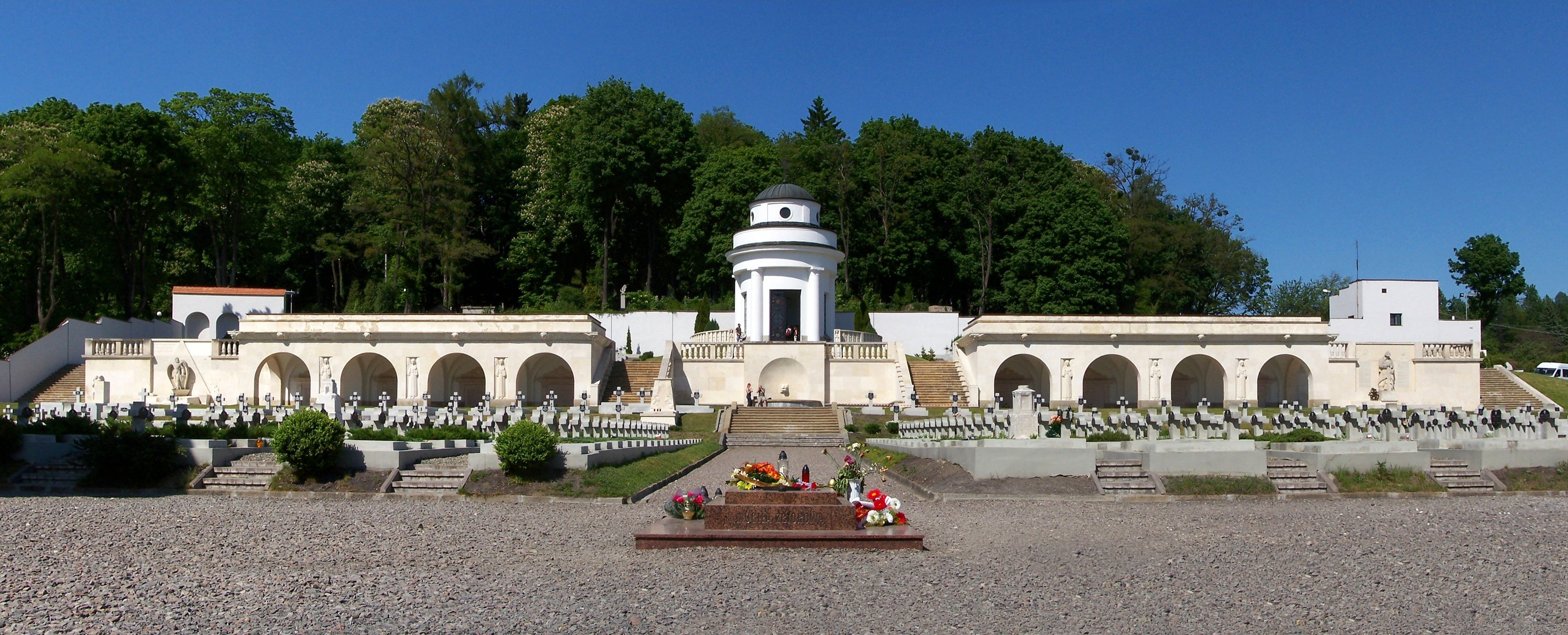
Hřbitov obránců Lvova (stav v roce 2007)

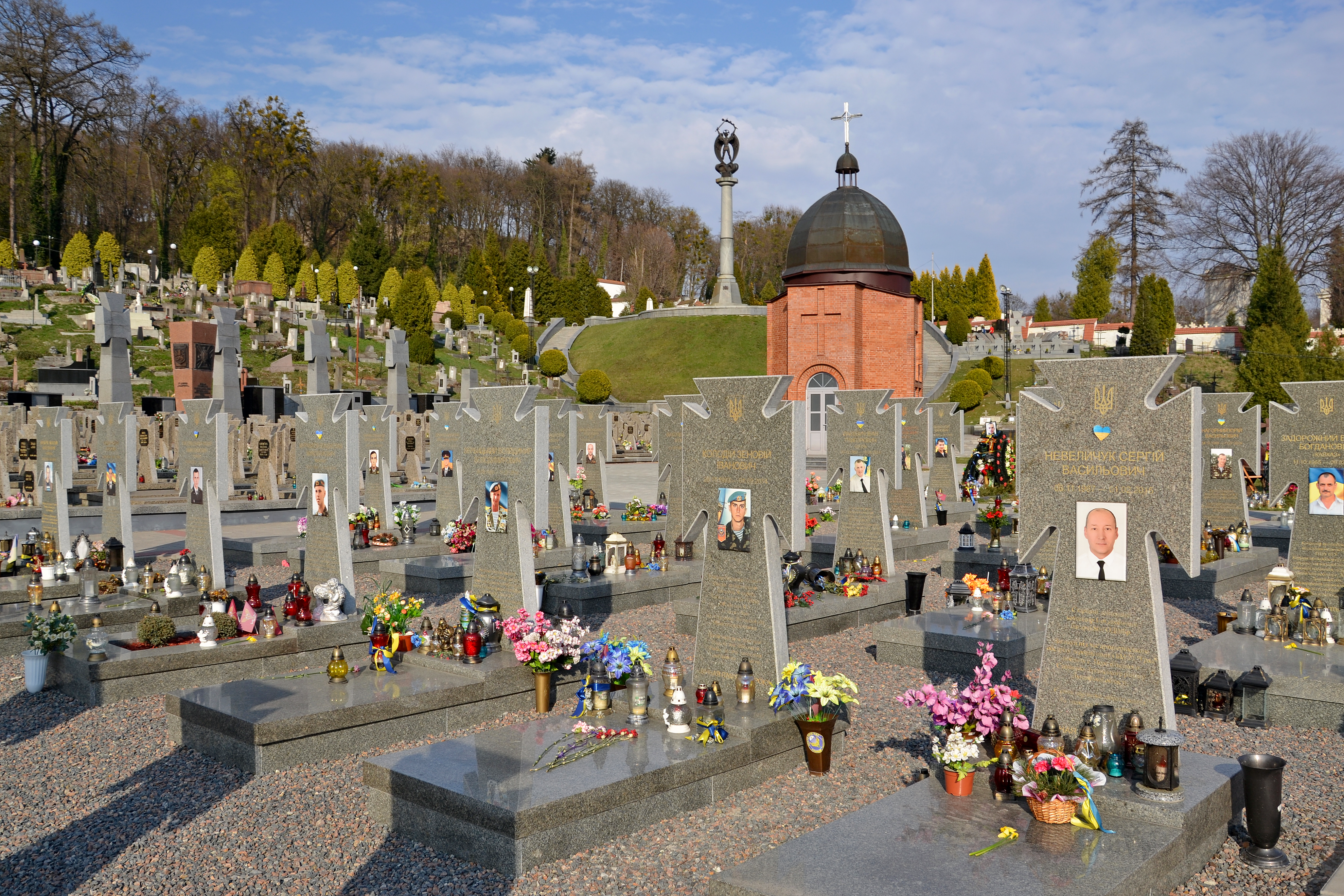
Vojenský hřbitov padlých na Donbasu (původní místo - 2019)

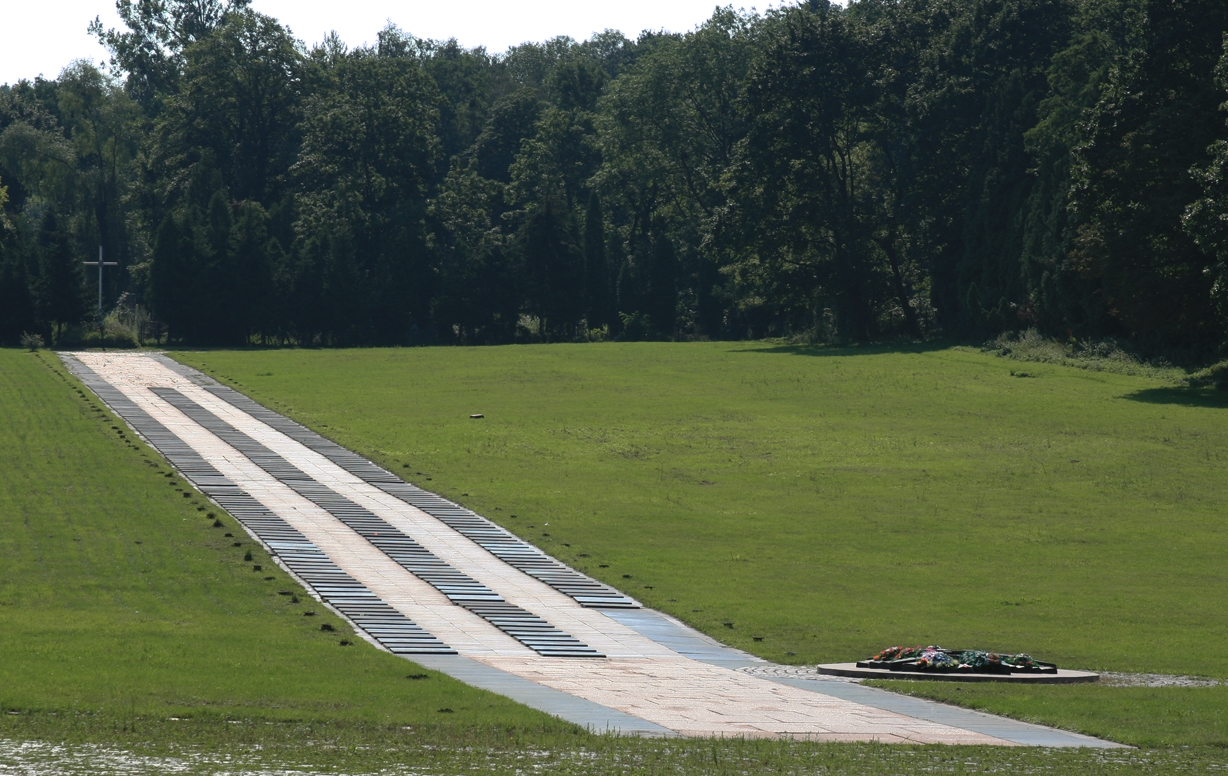
Marsovo pole (2008)

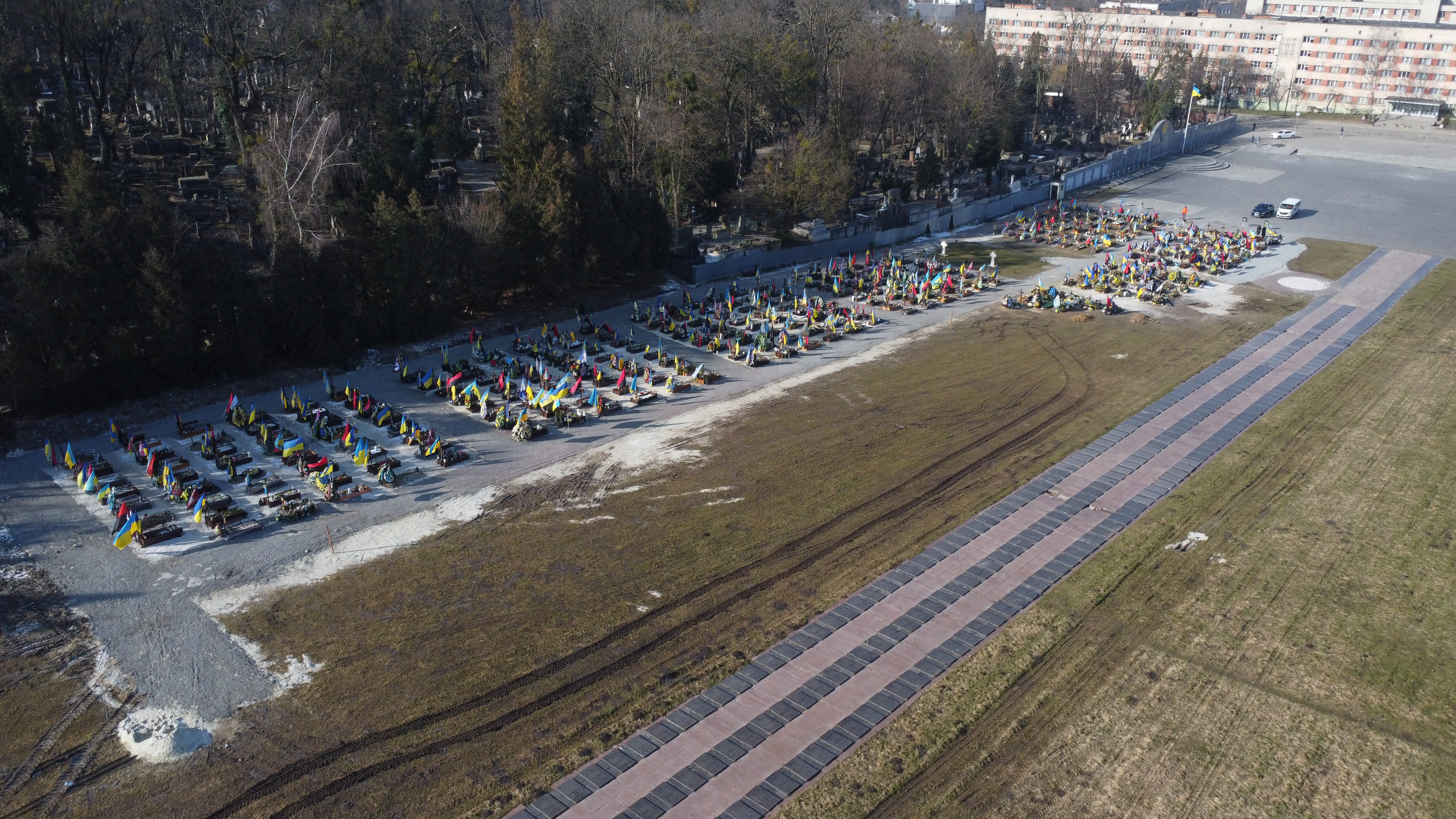
Marsovo pole (03/2023)

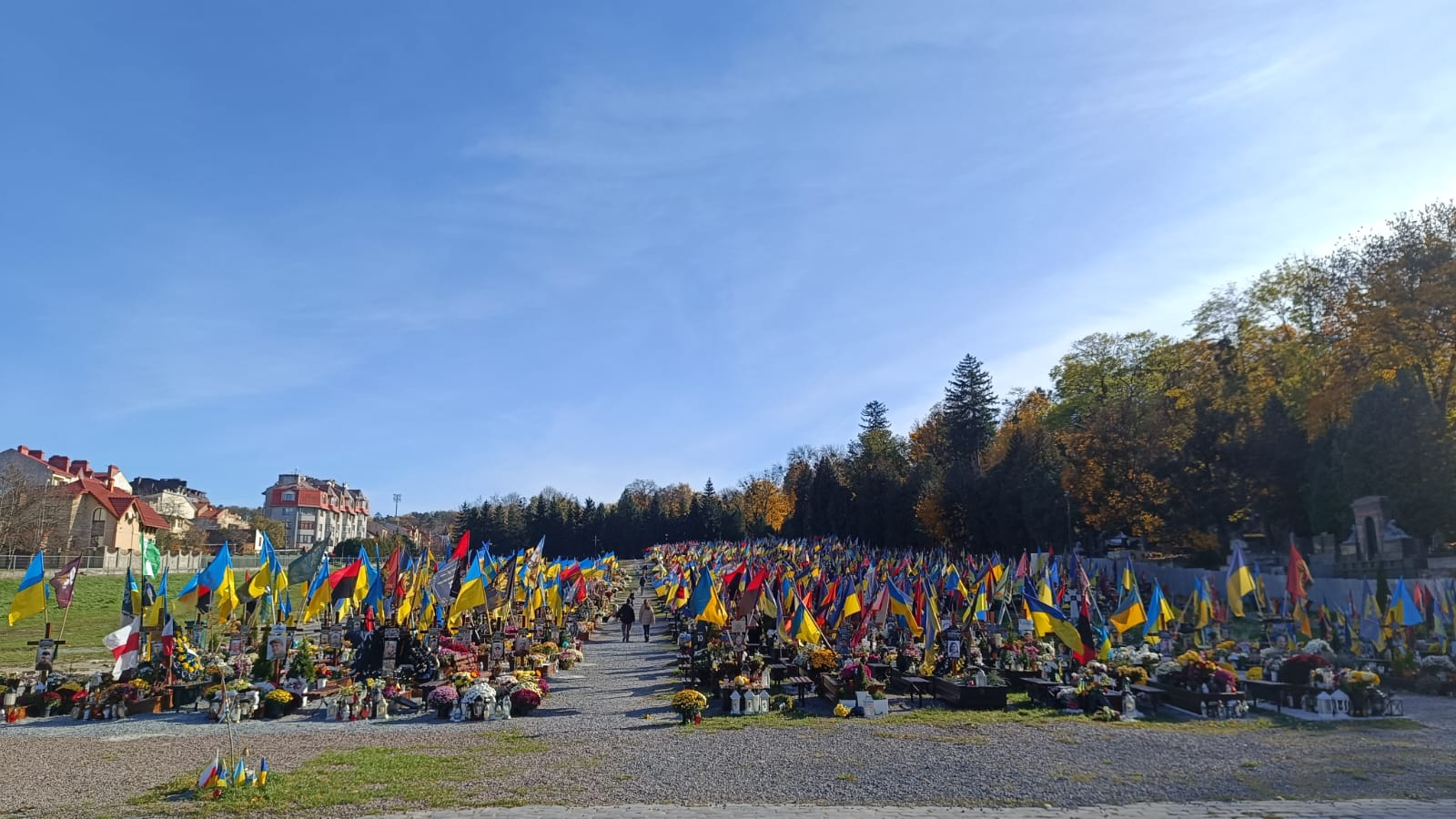
Marsovo pole (10/2024)

Lyčakivskyj hřbitov (ukrajinsky: Личаківський цвинтар, polsky: Cmentarz Łyczakowski ) je nejstarší nekropole ve Lvově. Zaujímá plochu více než 42 ha a nachází se ve východní části města, rozložen na malebných kopcích mezi speciálně navrženým starým stromovým porostem tvořícím řadu cest. Je rozčleněn na 86 polí, kde je více než 300 000 hrobů (včetně více než 2 000 hrobek). Je to pohřebiště mnoha lidí z oblasti kultury, vědy a politiky za zásluhy o Polsko a Ukrajinu. Hřbitov má mnoho historických náhrobků vysoké umělecké hodnoty, přes 500 soch a reliéfů, zobrazujících alegorické postavy a obrazy mrtvých, stejně jako četné kaple, edikty, sloupy a obelisky v různých stylech. Hlavní vchod na hřbitov je z ulice Mechnikova 33, naproti konci ulice Pekarska.

## Historie

### 18. století
Hřbitov byl založen v roce 1786. Původně na jeho místě byl hřbitov pro oběti epidemie moru v 16. století, zatímco další mrtví, až do doby císaře Josefa II., byli pohřbíváni na církevních hřbitovech u kostelů. Po prvním dělení Polska se Lvov ocitl pod rakouskou nadvládou. V roce 1783 bylo vydáno císařské nařízení, které přikazovalo likvidaci stávajících hřbitovů u kostelů a zřízení nových mimo města. Každý z okresů ve Lvově měl svůj vlastní hřbitov - byly vytvořeny hřbitovy: Łyczakowský, Gródecký, Stryjský a Żółkiewský (po 100 letech byly poslední tři zlikvidovány a otevřen byl největší hřbitov ve Lvově, nazvaný Janowský, o rozloze 45 ha). Nejstarší částí hřbitova jsou pole čís. 6, 7, 9, 10, 14. Nejstarší dochované náhrobky na hřbitově pocházejí z let 1787 a 1797.

### 19. století
V letech 1790, 1804 a 1808 došlo k výraznému rozšíření hřbitovního areálu Lyčakivského hřbitova nákupem přilehlých pozemků od soukromých vlastníků. K dalšímu rozšiřování hřbitova došlo v roce 1856. Univerzitní botanik Konrad Bauer spolu s vedoucím hřbitova Tytusem Tchórzewskim provedli pozemní změny. Byly naplánovány uličky a cesty, hřbitov dostal charakter parku a od roku 1885 byly zavedeny podrobné hřbitovní knihy umožňující identifikaci zde pohřbených a umístění jejich hrobů.
Podle rakouských zákonů mohly být hroby, které byly bez dozoru a bez placení pronájmu po dobu 25 let, srovnány se zemí a umožňovaly pak nové pohřby. Na Lyčakivském hřbitově byl instalován drtič kamenů, který drtil staré památky. Takto získaný materiál byl použit na základy cihlového plotu hřbitova a na dláždění cest. Z tohoto důvodu zde není tolik náhrobků starších tři století, kromě desky s arménským nápisem a datem „1675“ a několika dalšími. V letech 1875–1876 vytesali sochaři Leopold Schimzer a Józef Szydlowski ze starých náhrobků kamennou novogotickou bránu, kterou navrhl architekt Juliusz Hochberger. Na bráně je umístěn basreliéf zobrazující Ježíše Krista od Emila Schrödla.

### 20. století
V meziválečném období byly nové památky značně typizované. Role sochařství ve výzdobě se výrazně snížila. Tento trend nebylo možné překonat ani po vytvoření komise v roce 1922 pod vedením Ignáce Drexlera a Witolda Dolynského, která řídila uměleckou úroveň památek. Současně ve 20. letech 20. století, dle projektu Ignáce Drexlera, došlo k dalšímu rozšíření hřbitova a zlepšení plánování.
Během druhé světové války hřbitov chátral. Některé náhrobky byly z různých důvodů zničeny. Po válce byly na hřbitově stavěny většinou standardní náhrobky. Z důvodu neuváženého postupu při přidělování míst pro nové hroby, nedostatečné péči o hroby lidí, jejichž rodiny byly vystěhovány do Polska, po zabrání části Polska Sovětským svazem a nedostatku finančních prostředků na ochranu hřbitova, utrpěl hřbitov značné škody a došlo ke zničení či poškození mnoha památek - náhrobků vysoké umělecké hodnoty. Od poloviny 70. let 20. století veřejnost Lvova, zejména představitelé kreativní inteligence, v čele s „Ukrajinskou společností pro ochranu historických a kulturních památek“ a médií, opakovaně apelovaly na úřady, aby hřbitovu udělily status památky za účelem ochrany a obnovy jeho uměleckého dědictví. V roce 1975 bylo rozhodnuto zastavit zde pohřbívání. Výjimky získávali jen zvlášť významné politické osoby, kulturní osobnosti a rodiny, které zde měly vlastní hrobky. V některých případech byl povolen pohřeb do stávajících hrobů příbuzných, pokud uplynulo více než 25 let od posledního pohřbu.
Důležitou roli zde sehrálo občanské sdružení „Společnost Lev“, jehož členové, především mladí lidé, se na jaře 1987 zavázali obnovovat hroby a hrobky. Podnětem byl článek Fedora Bratyšana „Opuštěný hrob“ (časopis „Říjen“, 1987, č. 3), který pojednával o vandalských činech na Lyčakivském hřbitově a ničení hrobů slavných politických a kulturních osobností Ukrajiny.
10. července 1990 bylo rozhodnutím Lvovské městské rady prohlášeno území Lyčakivského hřbitova za historicko-kulturní památku místního významu a v roce 1991 byla ustanovena společnost pro jeho správu s názvem Muzeum Lyčakivského hřbitova.

### 21. století
Od vyhlášení hřbitova za historicko-kulturní památku, je možnost zde pohřbívat, značně omezena. Nové pohřby mohou probíhat pouze se zvláštním souhlasem vedení společnosti Muzea Lyčakivského hřbitova. Výjimky jsou udělovány prominentním obyvatelům Lvova, občanům perzekvovaným bývalým komunistickým režimem, politickým vězňům, vojákům UPA, padlým od počátku ruské agrese na východě Ukrajiny a dále do stávajících hrobek event. do hrobů, u kterých uplynulo více než 25 let od předchozího pohřbu. Ročně se zde odbývá přibližně 100 pohřbů. Veškeré služby spojené s údržbou a využíváním hřbitova jsou zpoplatněny, stejně tak vstup na hřbitov. Vybrané finanční prostředky jsou použity na obnovu cest, údržbu zeleně, rekonstrukci opuštěných hrobů a hrobek. Od roku 2013 je každoročně obnoveno několik desítek památek, které se nacházely v havarijním stavu.

### Vojenská pohřebiště

#### Povstání Tadeáše Kościuszka (1794)
Na hřbitově je několik hrobů veteránů z povstání, vedeného Tadeuszem Kościuszkem (polsky: Insurekcja kościuszkowska), proti snaze Pruska a Ruska zcela rozložit a anektovat zbytek soustátí Polsko-litevské unie (1794). Týká se to zejména hrobu Wincentyho Szeptyckého - generála z roku 1831 a důstojníka napoleonské armády, pochovaného pod železným empírovým sarkofágem (pole č. 14). Za ním je kamenný kříž směřující k hrobce generála Benedykta Kołyszky (zemřel 1834). Nedaleko jsou také hroby dvou veteránů z povstání Kościuszka: Franciszek Zaręba (zemřel 1863) a Antoni Piórecki (zemřel 1870), jejichž pohřeb se stal obrovskou vlasteneckou demonstrací. Tyto hroby byly zvláště uctívány v meziválečném období (pole č. 4).

#### Listopadové povstání (1830–1831)
K nejstaršímu vojenskému pohřebišti patří hroby účastníků tzv. listopadového povstání Poláků a Litevců proti nadvládě imperiálního Ruska v letech 1830–1831. Zpočátku byli padlí pohřbíváni na různá místa. Na území hřbitova se zachovalo 146 takových hrobů. V roce 1880, v předvečer 50. výročí povstání, město vyčlenilo speciální oblast (nyní v rámci pole č. 71) pro vytvoření samostatného panteonu, kde bylo pohřbeno 47 veteránů povstání. Uprostřed této oblasti byl postaven pomník - velký symbolický sarkofág, částečně zabalený do vlajky, na kterém byly složené šavle a helma (autor: Henrik Perrier). Na sarkofágu je latinský nápis: Exoriare aliquis nostris ex ossibus ultor (Vergilius, Aeneis 4,625) - překlad: „Jednou ať nějaký mstitel z našich povstane kostí“. Níže je polský nápis: Weteranom Wojska Polskiego z lat 1830/31. Během sovětské éry byla část tohoto hřbitova zničena a byli zde pohřbeni někteří straničtí představitelé.

#### Lednové povstání (1863–1864)
V zadní části hřbitova obchází hlavní cesta tzv. „Návrší povstání 1863“, kde jsou v samostatných hrobech, označených původními kovovými kříži, pohřbeni účastníci tzv. lednového povstání z let 1863-1864 proti imperiálnímu Rusku.

#### První světová válka (1914–1918)
Na poli č. 82 se nacházejí hroby rakouských, německých a tureckých vojáků z první světové války, ukrajinských Sičových střelců (název pochází ze zkratky „SIČ“ - polovojenská společnost sportovně-požární, založena na počátku 20. století v Haliči, na Bukovině, v Zakarpatí a v emigracii) a polských legionářů. V letech 1946–1947 byly hroby zničeny a později tam byli pohřbíváni členové NKVD.
Počátkem září 1995 Stepan Paholko, obyvatel města Dubljany (nachází se cca 5 km severně od Lvova), našel několik desítek zničených křížů na území továrny na výrobu železobetonových výrobků („Lvivsilbud“). Při srovnání na nich zachovaných nápisů s tehdy dostupnou literaturou je Stepan Paholko identifikoval jako náhrobky obětí první světové války z pole č. 82, což později potvrdil odborník, zabývající se Lyčakivským hřbitovem, Hryhorij Lupij. Zbytky náhrobků byly přemístěny na hřbitov.

#### Ukrajinsko-polská válka (1918–1919) a polsko-sovětská válka (1920)
Na území, odkoupeném od řeholního řádu arménských benediktinek, které je nyní součástí hřbitova a přiléhá ke čtvrti Pohulanka, byl v letech 1922]–1939 vytvořen pantheon polských vojáků, tzv. Hřbitov obránců Lvova - účastníků ukrajinsko-polské války (1918–1919) a polsko-sovětské války (1920). Je známý především pod názvem: „Cmentarz Orląt Lwowskich“ (Hřbitov lvovských orlíků), vzhledem k tomu, že velká část padlých byla mládež školního věku. Z 6022 účastníků bojů bylo 1374 mladistvých a z nich 196 padlo. Hřbitov byl navržen ve stylu art deco. Rozvržení a architektura hřbitova připomíná nekropole zbudované ve Francii padlým v první světové válce. Po začlenění Lvova do Sovětského svazu byl hřbitov ve 40. letech zdevastován a v roce 1971 zničen totálně pomocí tanků a těžké stavební techniky. Od roku 1989 začala za spolupráci a rozhodující finanční pomoci Polska rekonstrukce hřbitova, která byla po mnoha peripetiích slavnostně ukončena 24. června 2005 za účasti prezidentů Polska (Aleksandr Kwaśniewski) a Ukrajiny (Viktor Juščenko), římskokatolického kardinála Mariana Jaworského a kardinála řeckokatolické církve Lubomyra Huzara.

#### Agrese Ruska na východě Ukrajiny (2014–dosud)
Pro bojovníky, padlé za současné ruské agrese na východě Ukrajiny, bylo vyhrazeno čestné vojenské pohřebiště Marsovo pole.

### Symbolika lyčakivských náhrobků
Na náhrobcích je velké množství symbolů, které představují zármutek rodiny ze ztráty milovaného člověka, povolání zesnulého během jeho života, jeho náboženské názory. Nejběžnějšími symboly je kříže, zobrazení svatých, krucifix, strom, sloup, vyjádření smutku. Kříž na hřbitově symbolizuje nejen Ježíšovu smrt ukřižováním, ale také čtyři kouty světa, ptáka s roztaženými křídly, lidské utrpení. Lyčakivský hřbitov se vyznačuje katolickou verzí Ukřižování - tělo Ježíše je připevněno ke kříži třemi hřeby - dvěma hřeby jsou připevněny ruce a nohy jsou spojeny dohromady a připevněny jedním hřebem. Od konce 20. století se stalo populární zobrazovat patrony mrtvých. Nejběžnější jsou obrazy Panny Marie, sv. Anny, sv. Ivana, sv. Vasila, sv. Onufrije a sv. Barbory. Dalším charakteristickým symbolem pro Lyčakov je obraz stromu (dubu). Je považován za symbol lidského života a představuje také rodokmen. Zlomený strom symbolizuje předčasnou smrt člověka, obvykle mladého chlapce, který nezanechal žádné potomky. Totéž znamená rozbitý sloup. Populární jsou také réva (symbol Pánovy krve), kalich (utrpení Ježíše Krista) a lebka (pomíjivost lidského života). Zobrazení brány znamená bránu smrti, kterou mohou projít pouze ti, kteří již opustili tento svět. Často v podobě pomníku na hrobě, se nachází truchlící žena - symbolizuje tak zármutek celé rodiny. Na hřbitově jsou často vidět sochy anděla s makovým věncem nebo mákem, což symbolizuje věčný spánek a smrt. Anděl smrti Thanatos, bývá zde zobrazován s pochodní v rukou, kterou se snaží uhasit. Plamenem této pochodně je vyhaslý život člověka. Na hřbitově lze také najít obrázky ptáků a zvířat. Sokol je symbolem věrnosti a lásky, lvi zobrazeni na hrobech vojáků jsou symbolem síly vůle a odvahy a Pegas na hrobech básníků - symbolem tvůrčí inspirace.

## Galerie

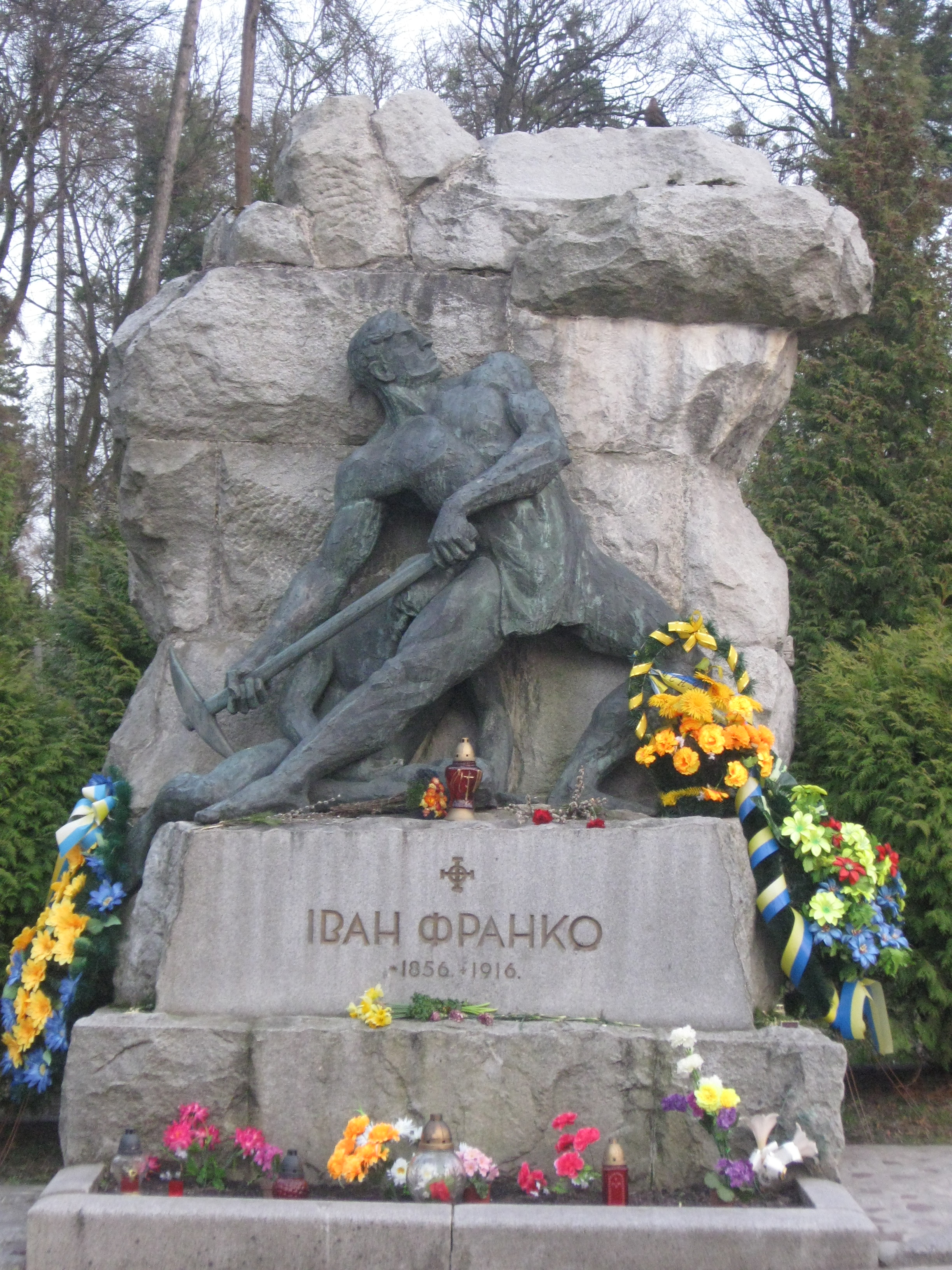
Hrob Ivana Franka (1856–1916) Івaн Я́кович Франко básník, spisovatel, národní buditel, politik ...
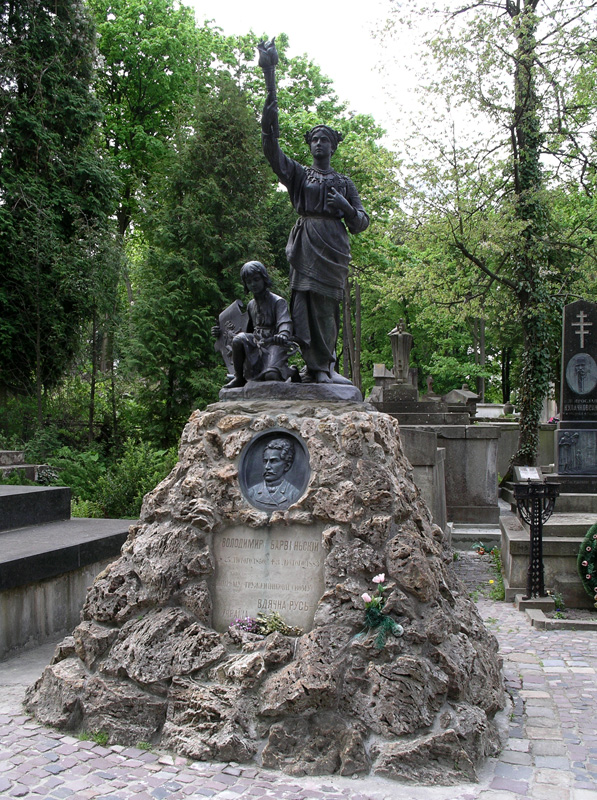
Hrob Volodymyra Barvinského (1850–1883) Барвінський Володимир vydavatel, historik, sociolog ...
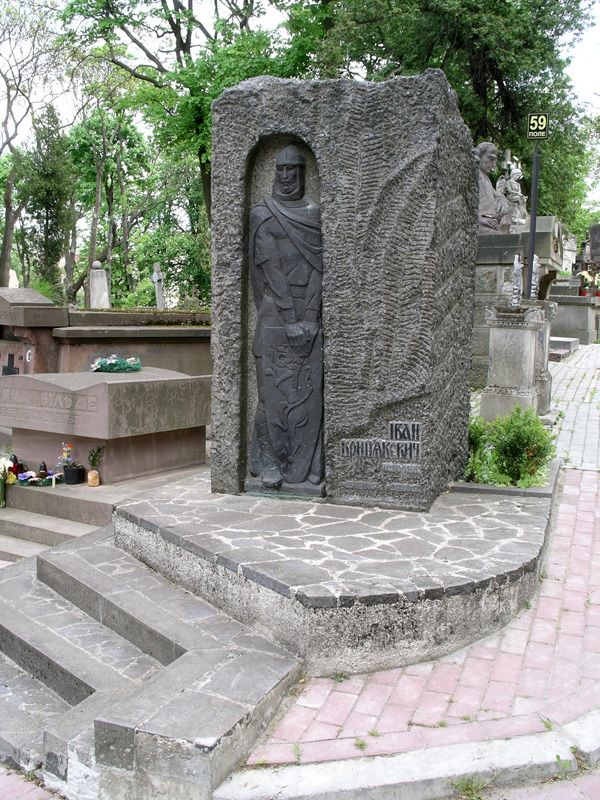
Hrob Ivana Krypjakeviče (1886–1967) Крипякевич Иван Петрович historik, profesor, ...
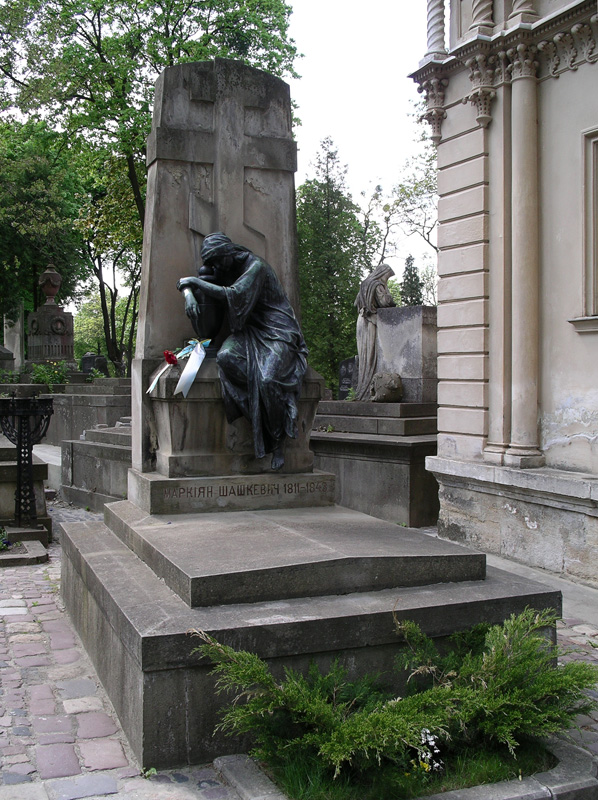
Hrob Markìjana Šaškevyče (1811–1843) Маркіян Шашкевич kněz, básník, překladatel ...
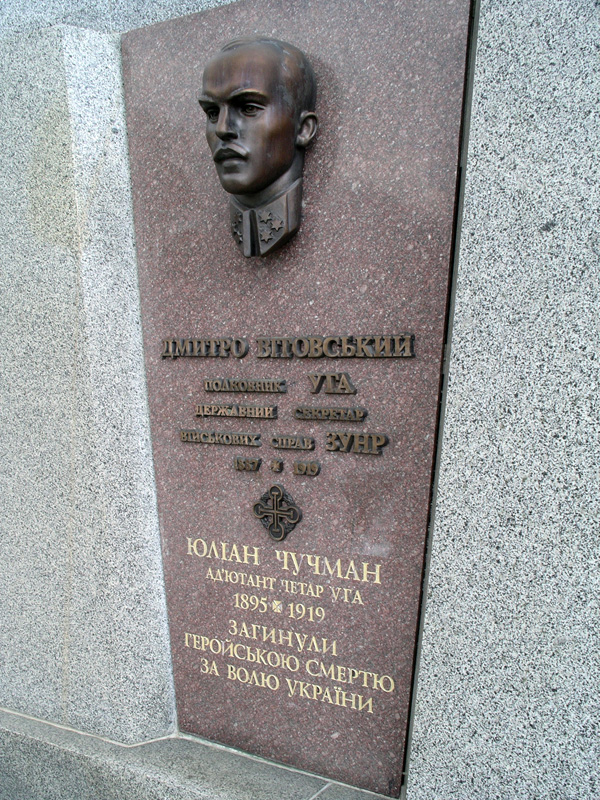
Hrob Dmytrije Vitovského (1887–1919) Дмитро Вітовський politik, důstojník
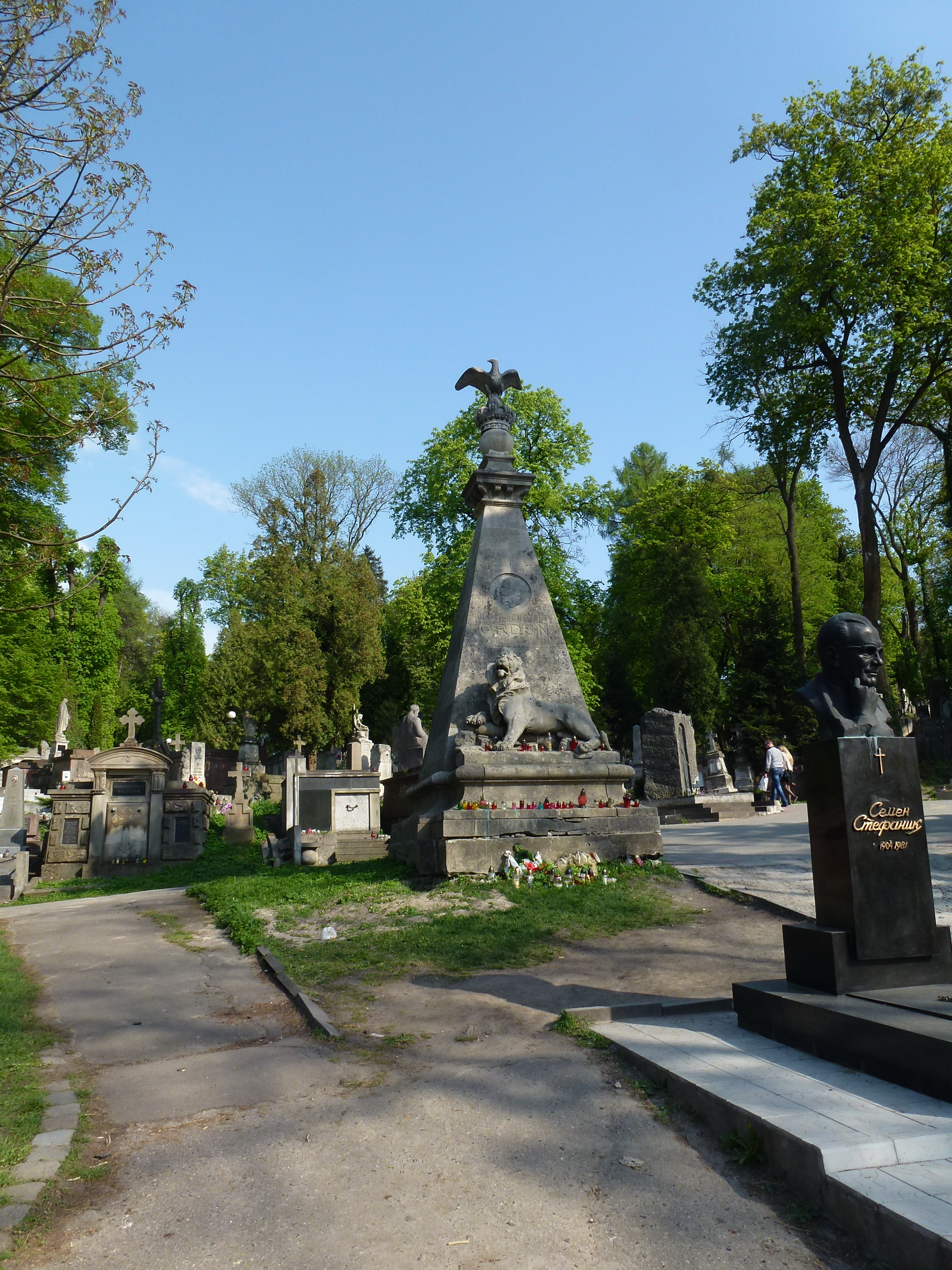
Hrob Julijana Konstantyna Ordona (1810–1887) Konstanty Julian Ordon důstojník
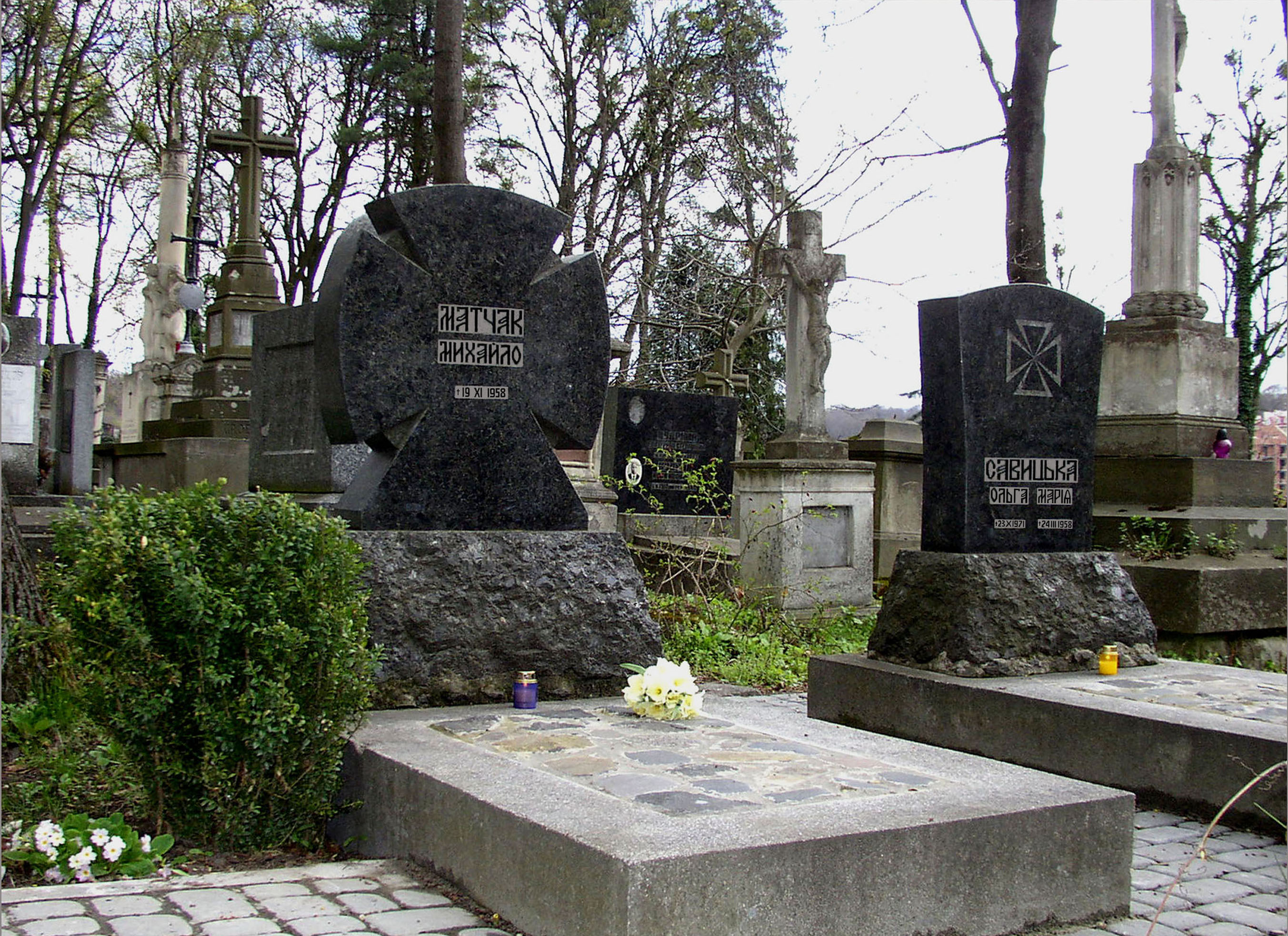
Hrob Mychajla Matčaka (1898–1958) Михайло Матчак politik, publicista
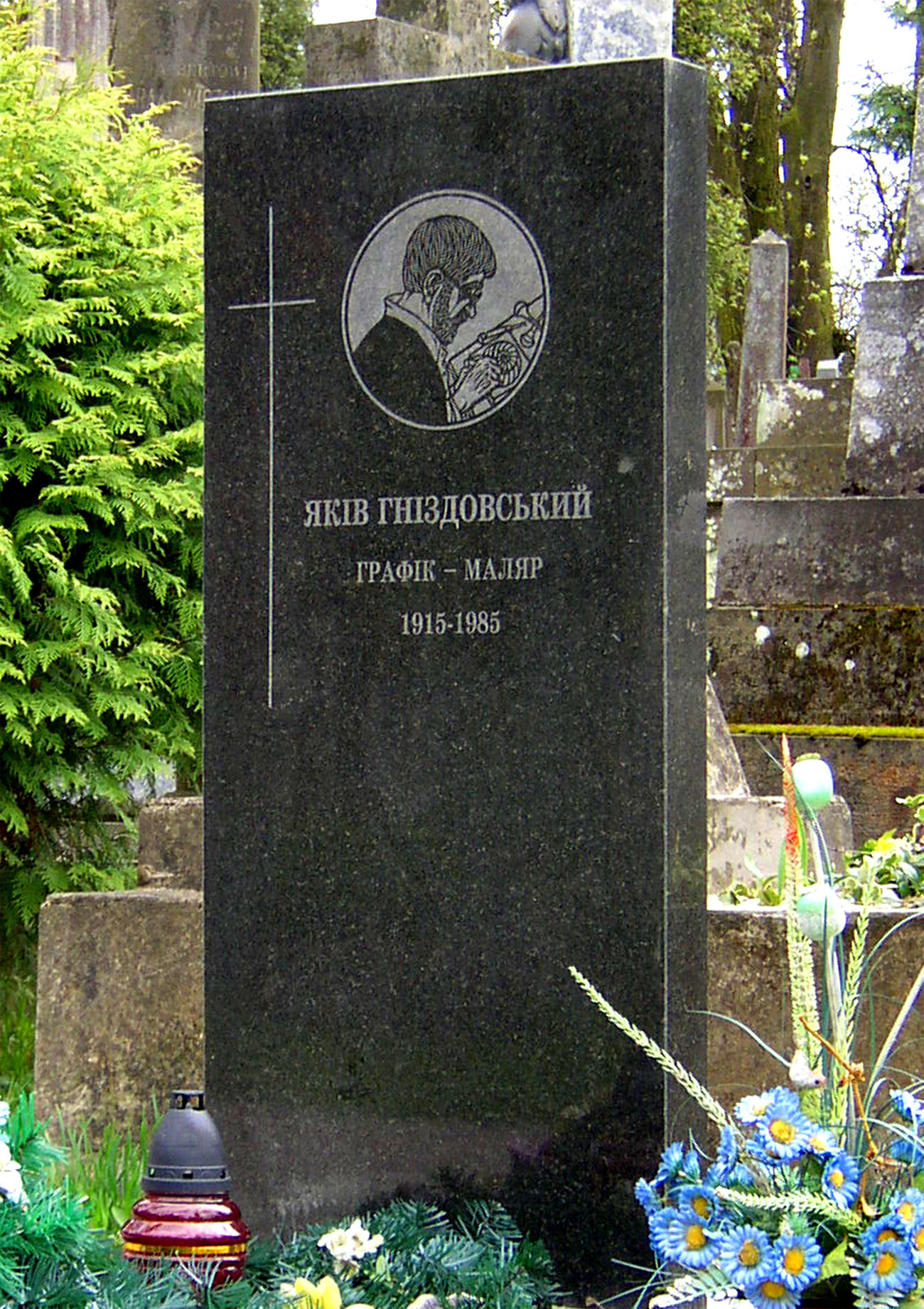
Hrob Jakiva Gnizdovského (1915–1985) Яків Гніздовський malíř, grafik, knižní designér
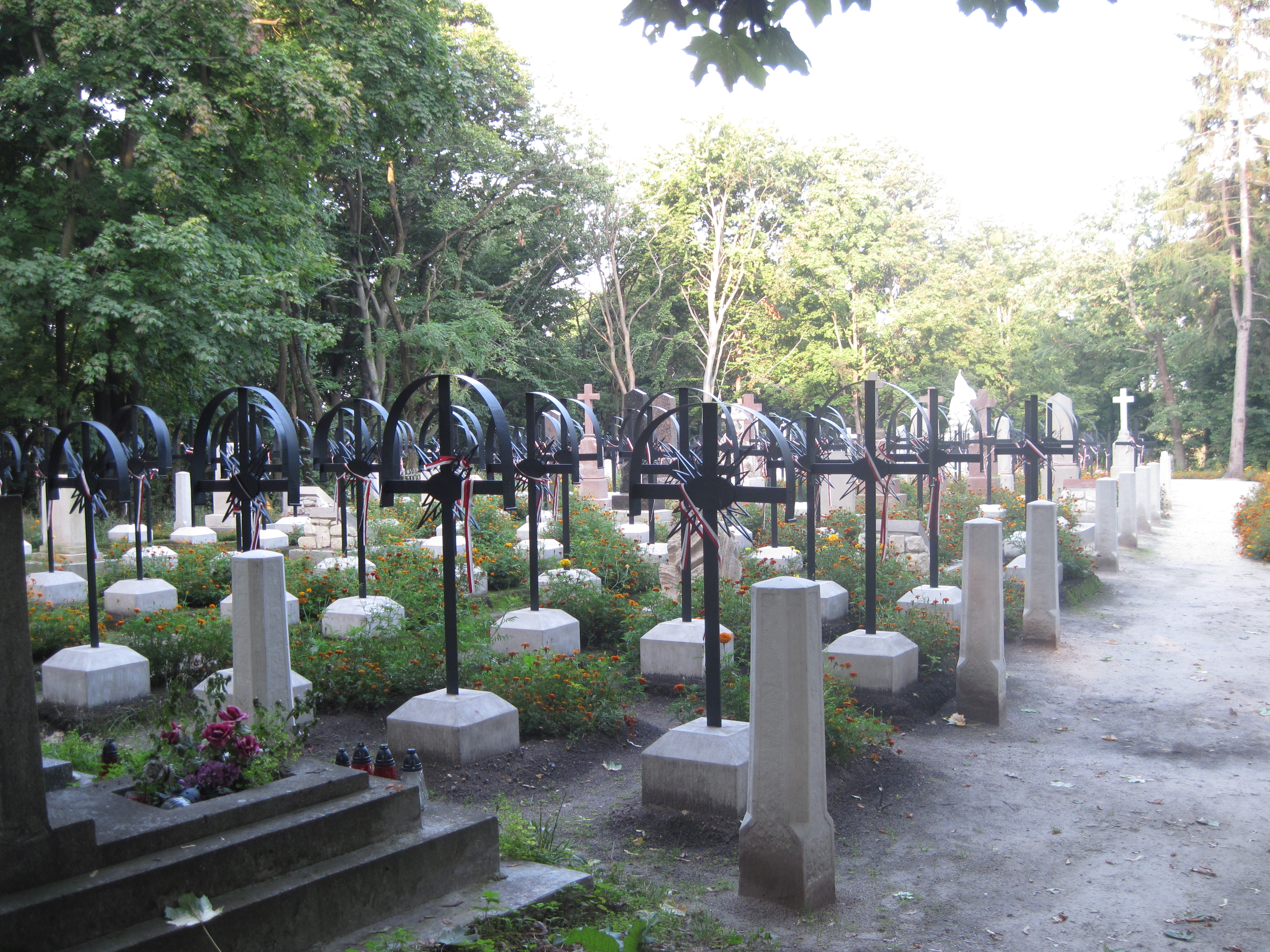
Hroby účastníků lednového povstání v roce 1863
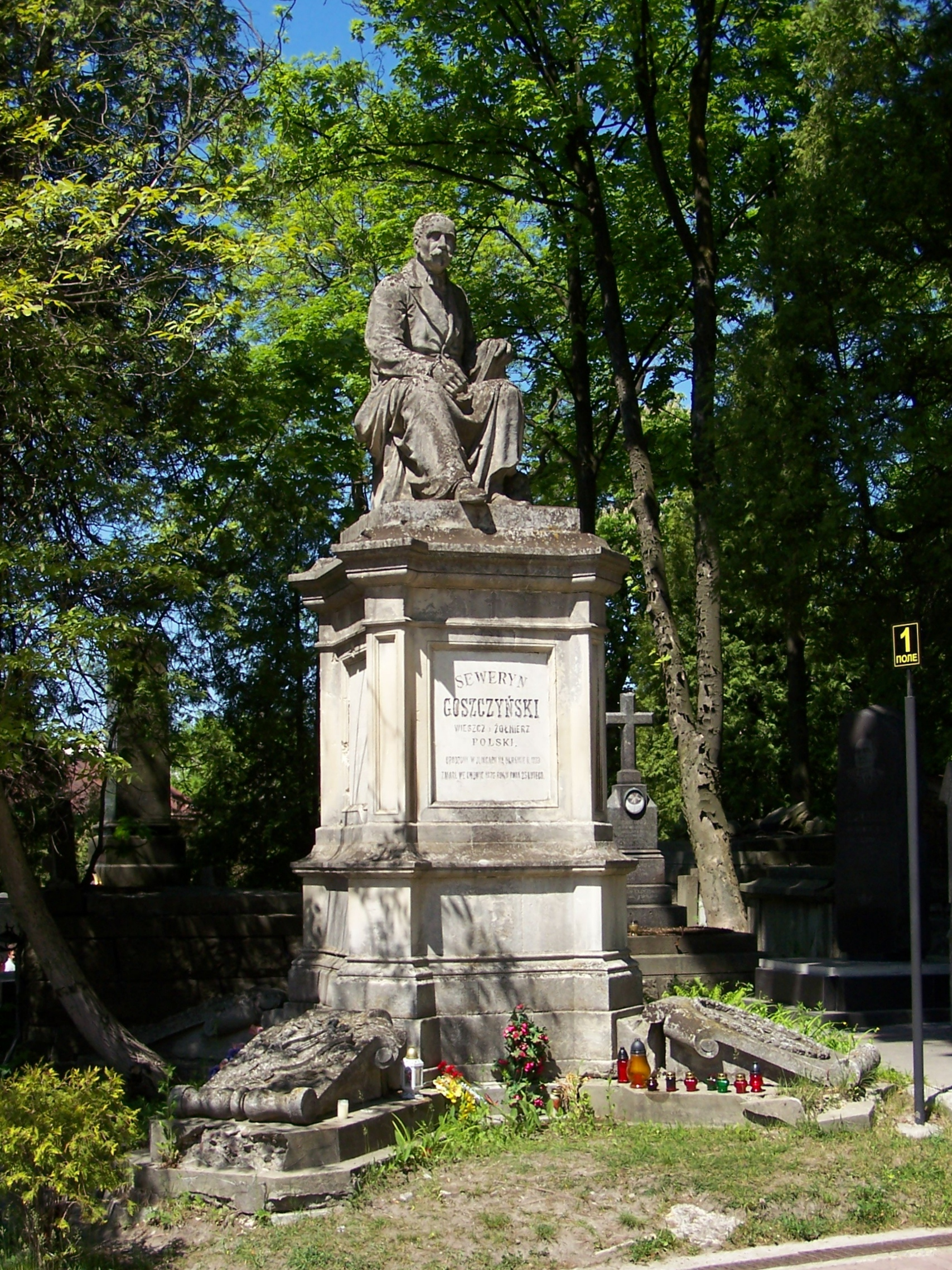
Hrob Seweryna Goščynského (1801–1876) Seweryn Goszczyński básník, prozaik, literární kritik
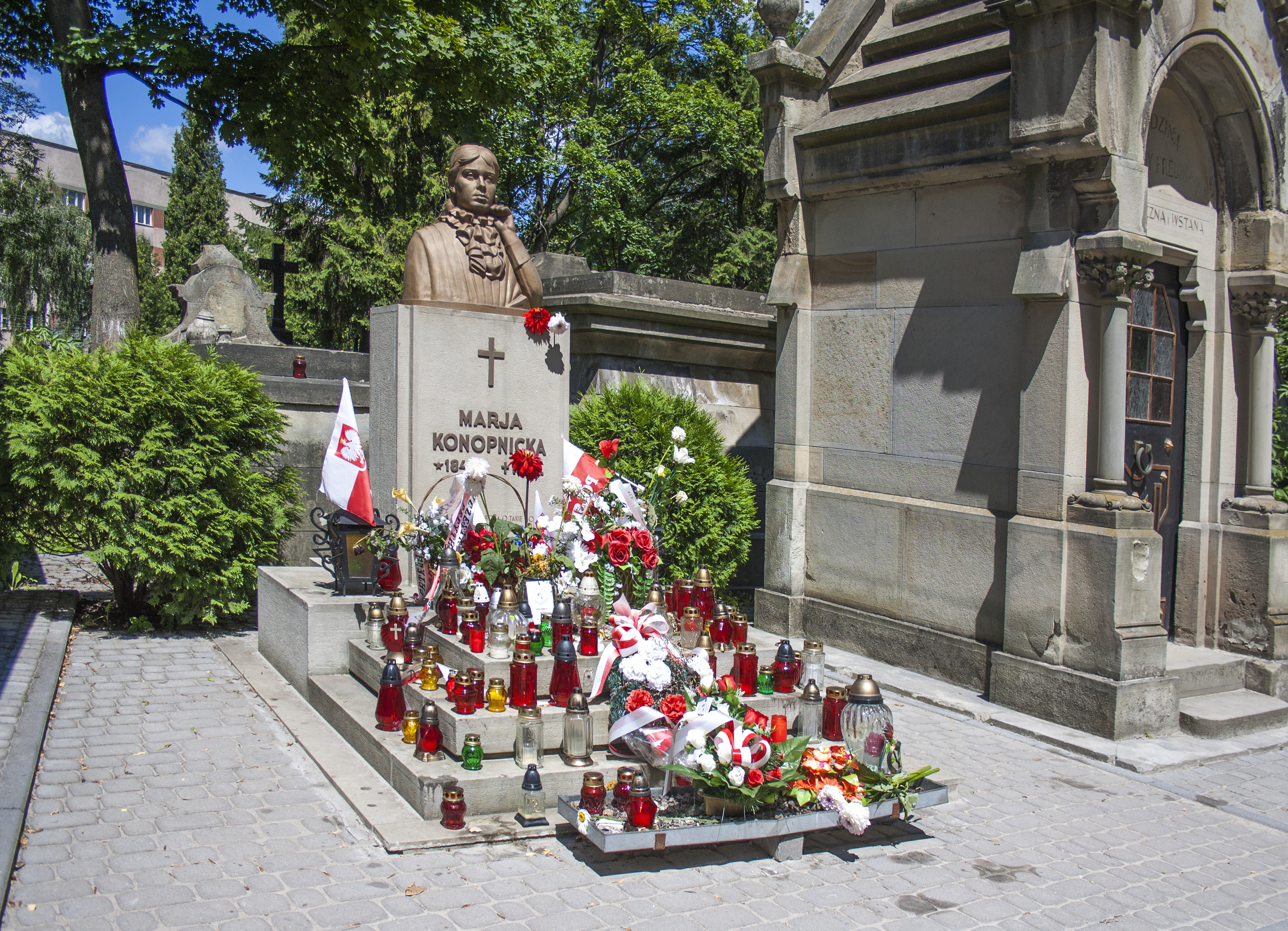
Hrob Marie Konopnické (1842–1910) Maria Konopnicka spisovatelka, básnířka
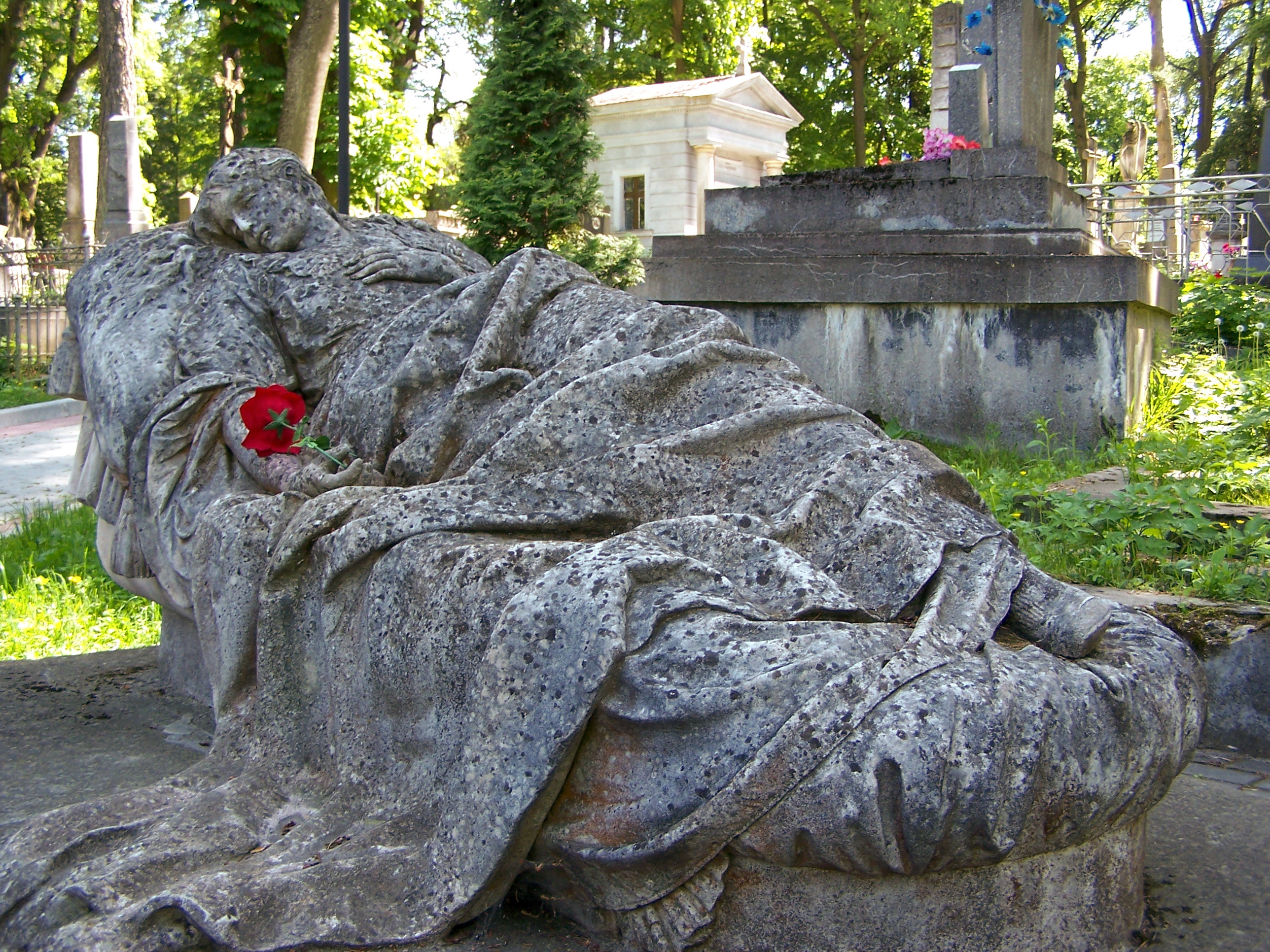
Hrob Josefy Markowské manželka sochaře Juliána Markovského
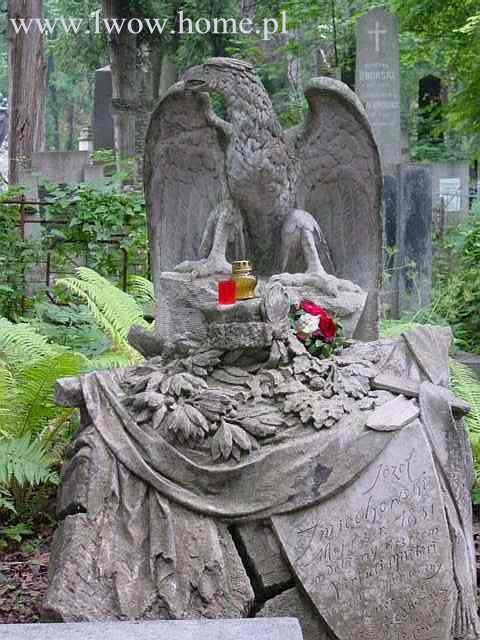
Hrobka Josefa Šmiechovského (1798/9–1875) Józef Śmiechowski generál
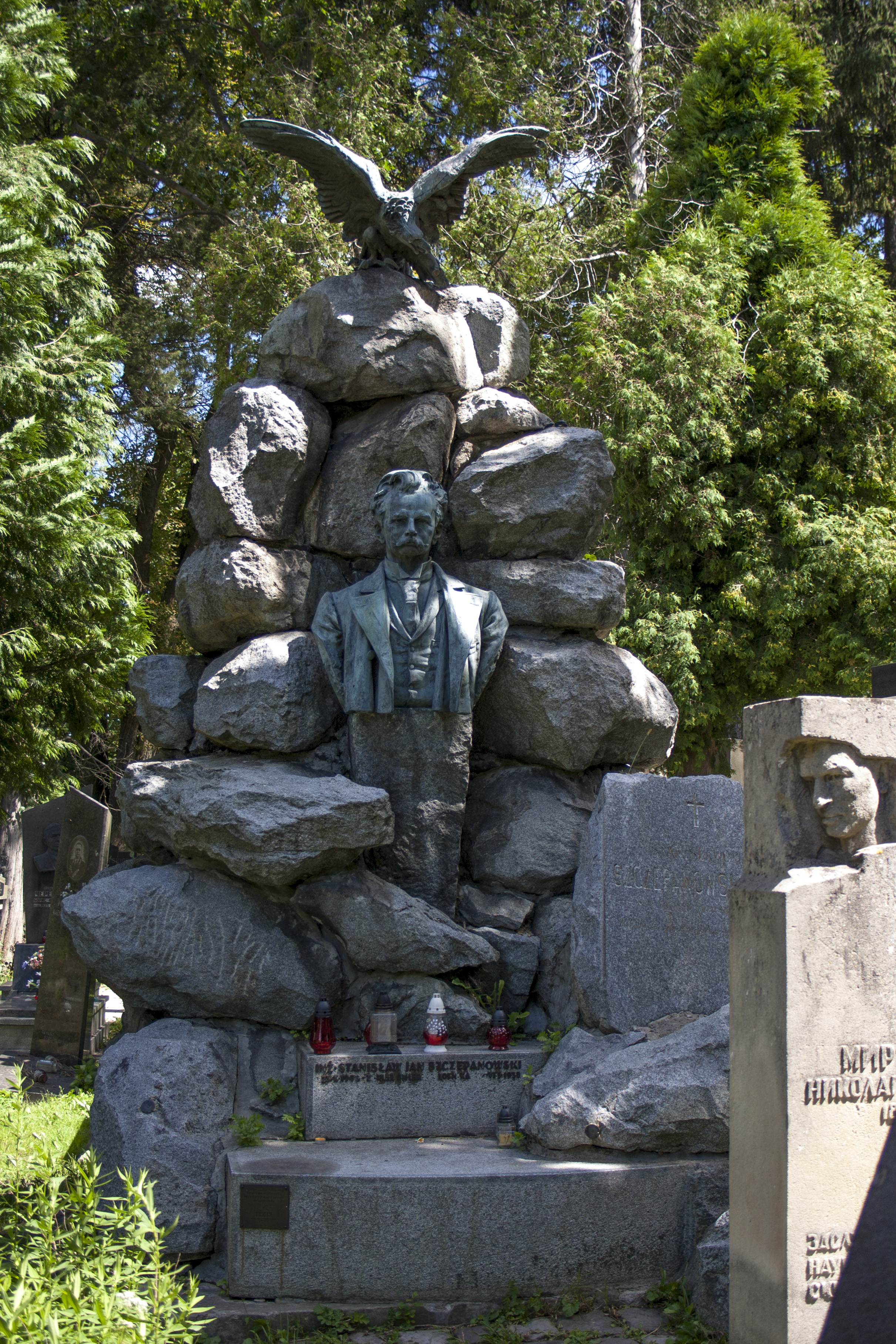
Hrob Stanislava Ščepanovského (1846–1900) Stanisław Szczepanowski podnikatel, politik
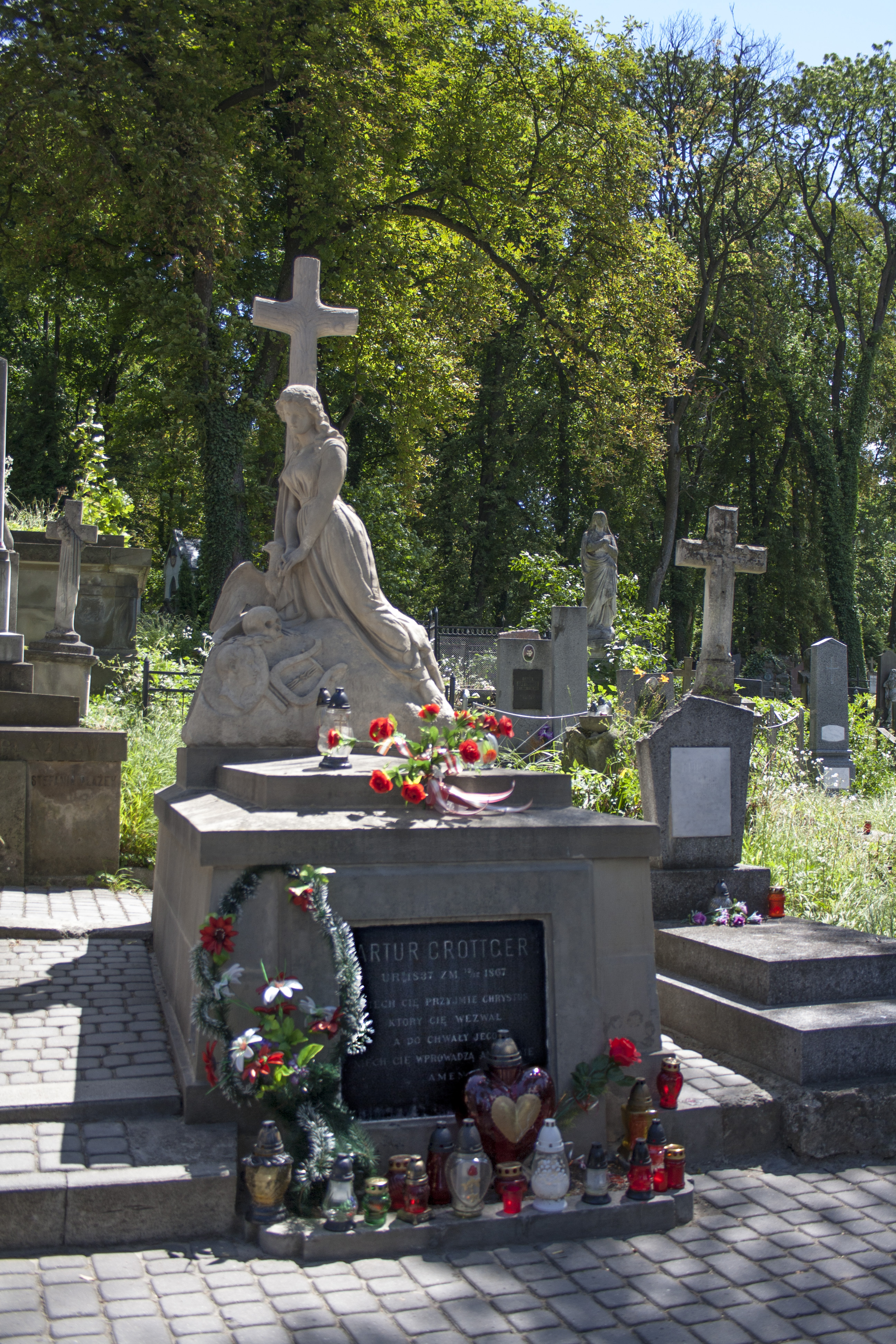
Hrobka Artura Grottgera (1837–1867) malíř, ilustrátor
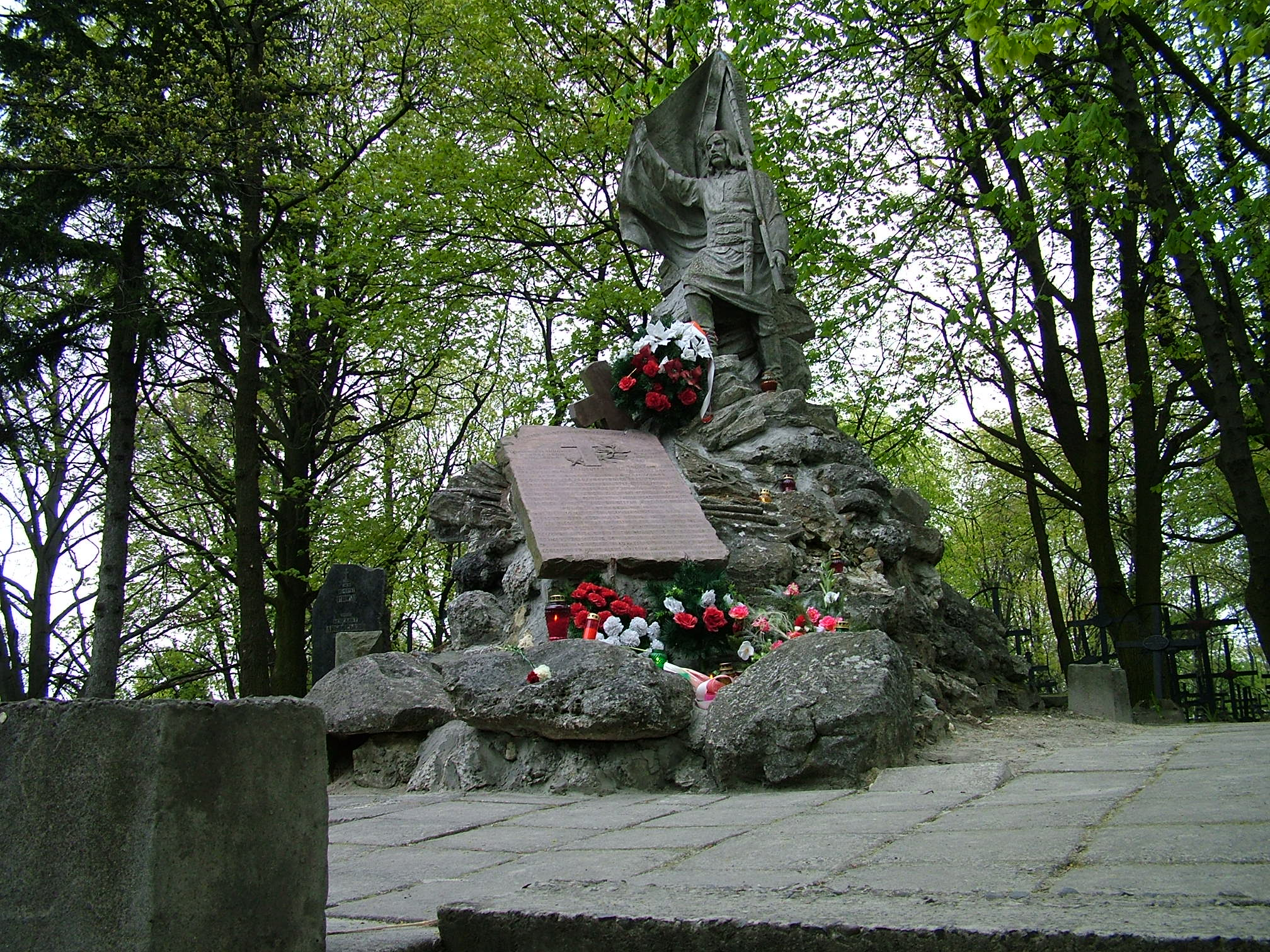
Návrší povstalců lednových (Górka powstańców styczniowych)
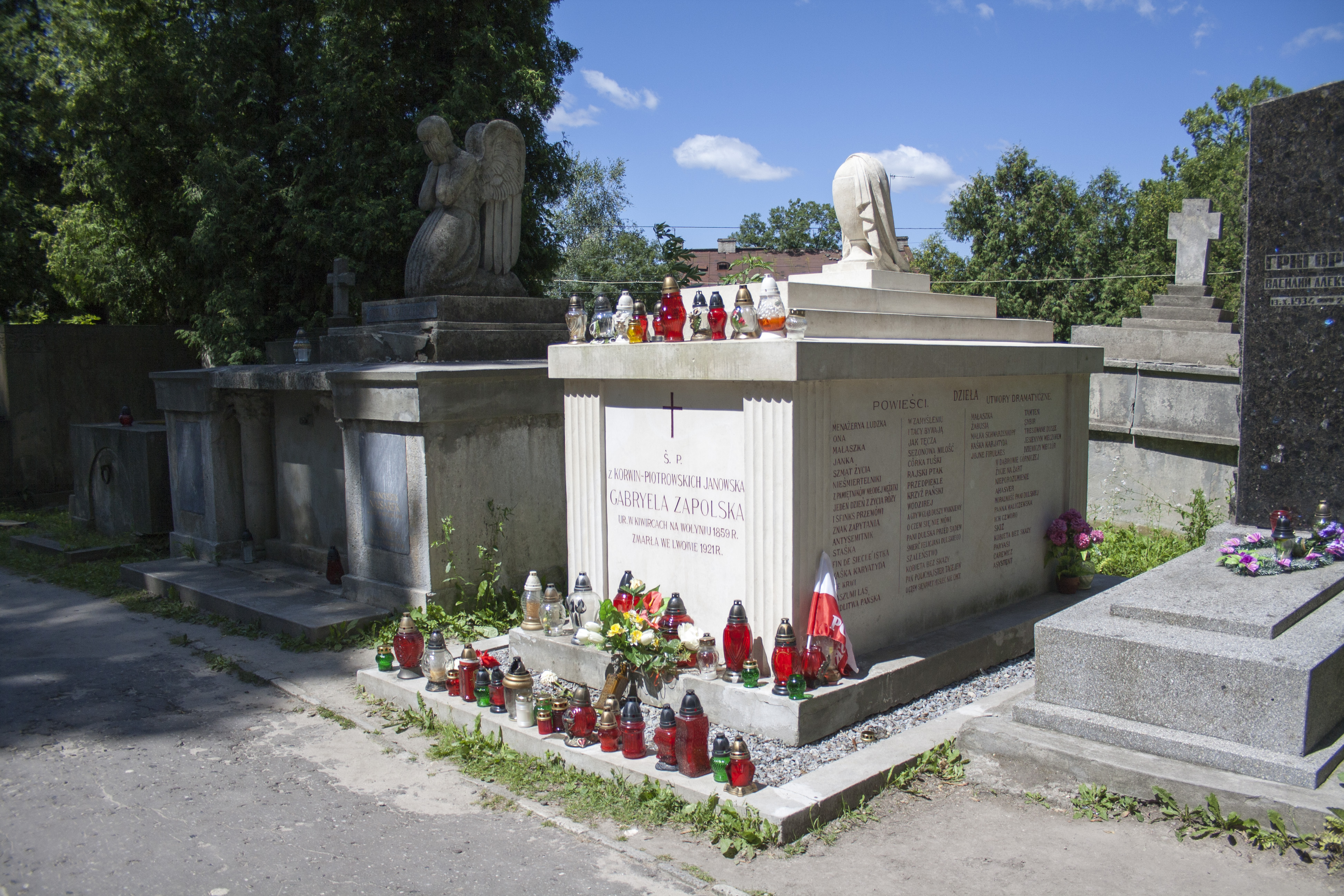
Hrob Gabriely Zapolské (1857–1921) Gabriela Zapolska dramatička, spisovatelka, publicistka
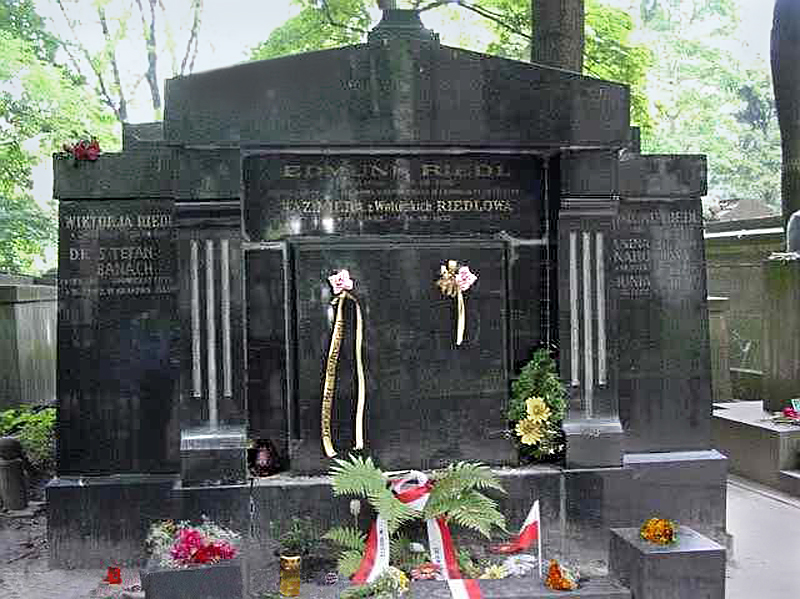
Hrobka Riedlów (pohřben Stefan Banach 1892–1945) matematik
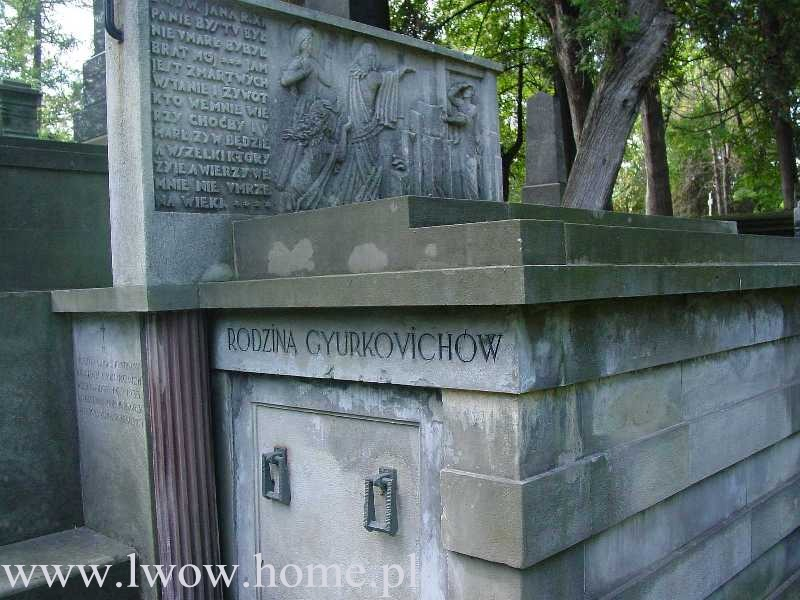
Hrobka Gyurkovičů (Gyurkovich)
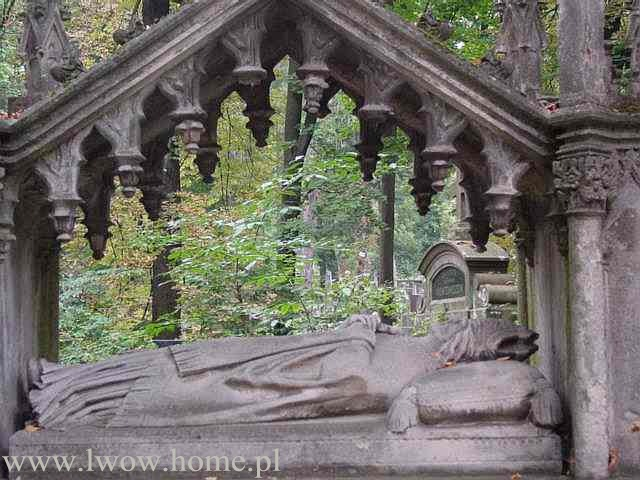
Hrobka Samuela Cyryla Stefanoviče (1755–1858) Samuel Cyryl Stefanowicz arcibiskup, filantrop, teolog
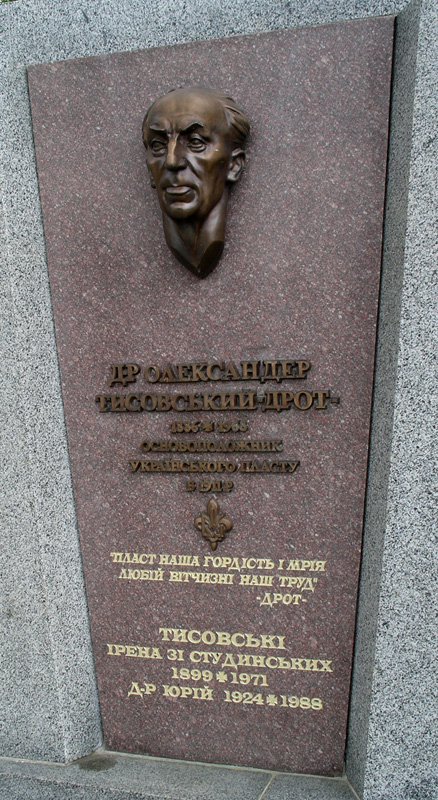
Hrob Olexandra Tysovského (1886–1968) Олександр Тисовський občanský aktivista, pedagog, biolog
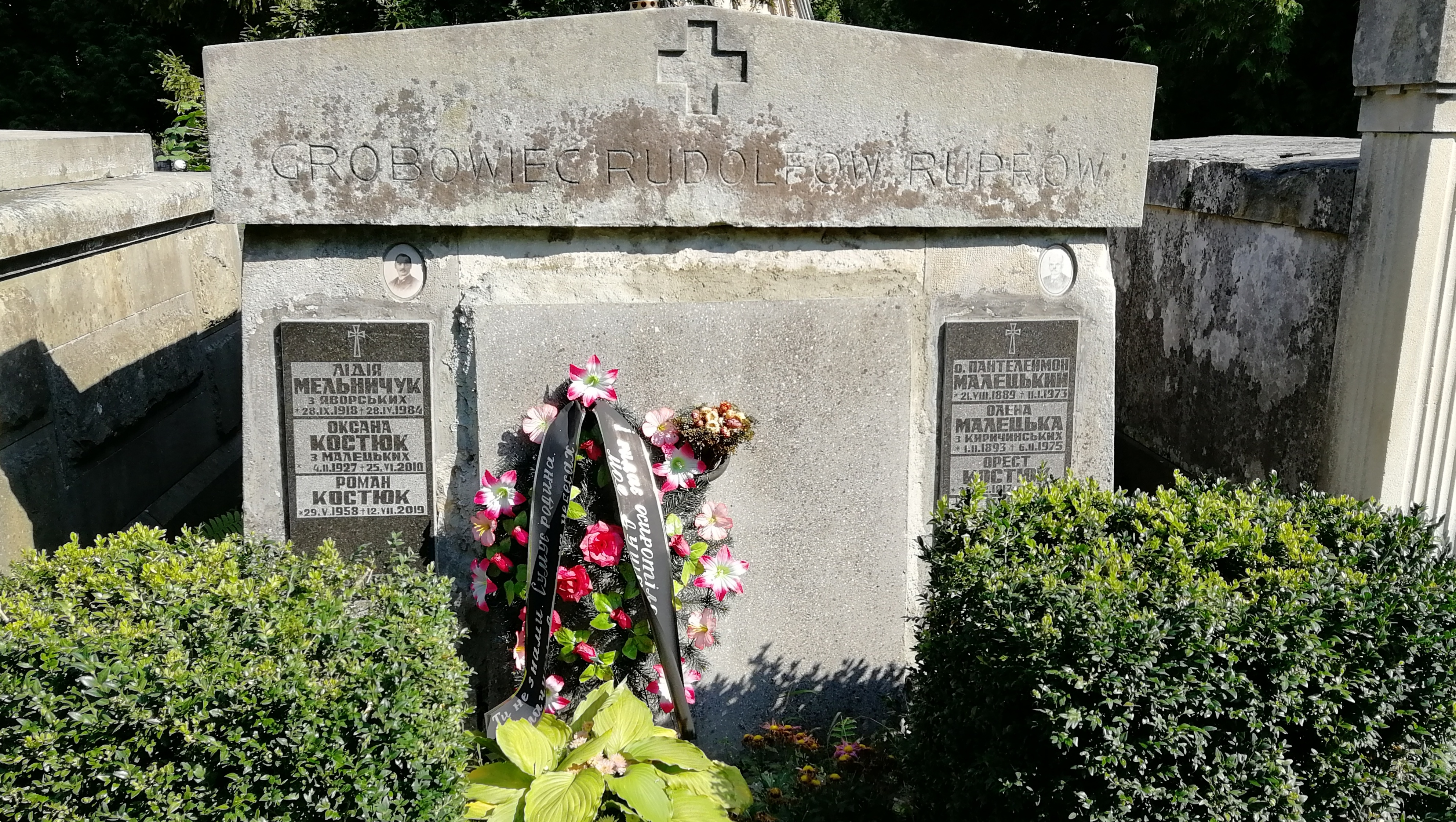
Hrobka rodin: Rudolfow, Ruprow, Melničuk, Maleckyj, Kostjuk, Makarucha
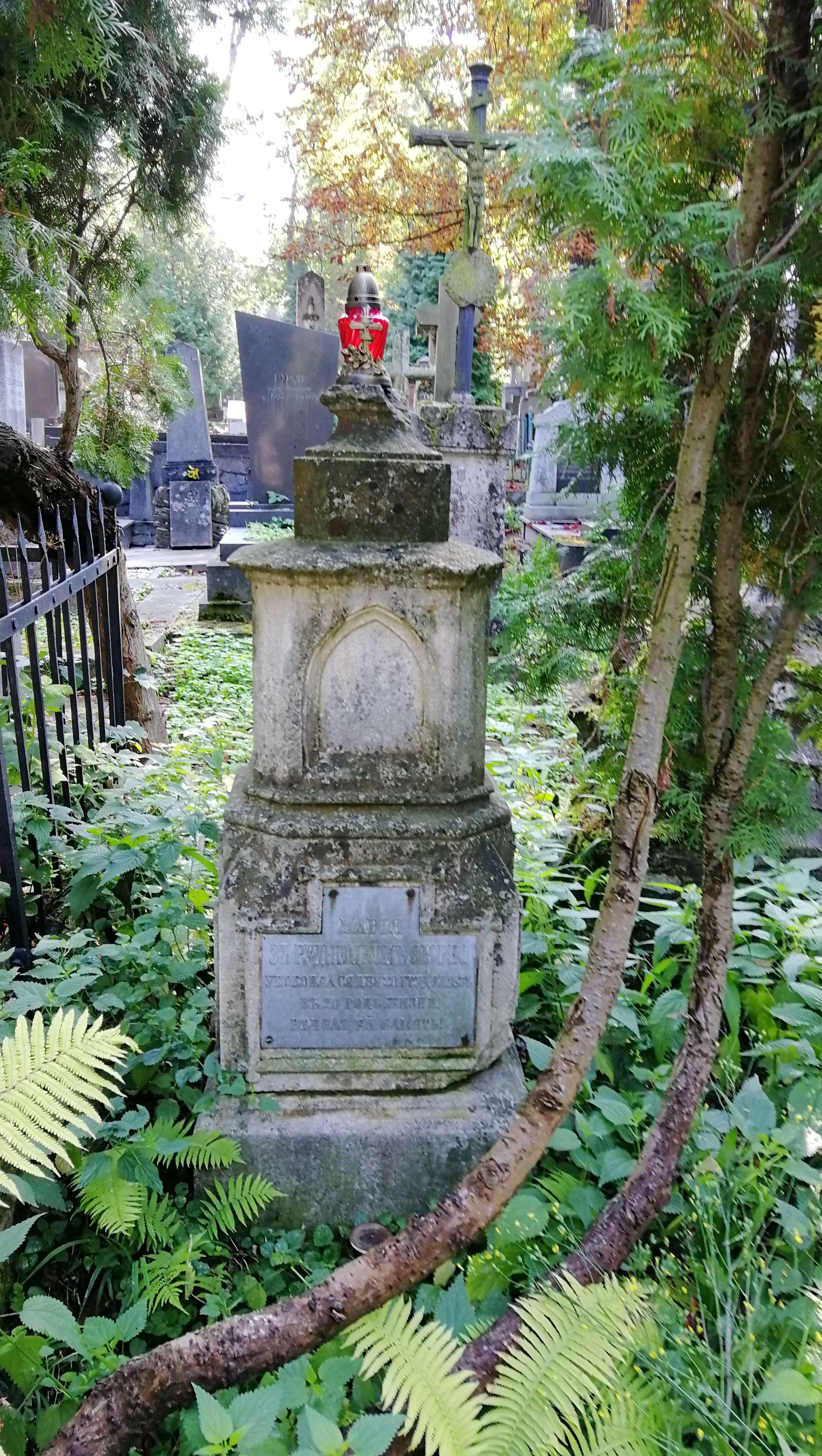
Hrob Marie Piurko (1854–1874)
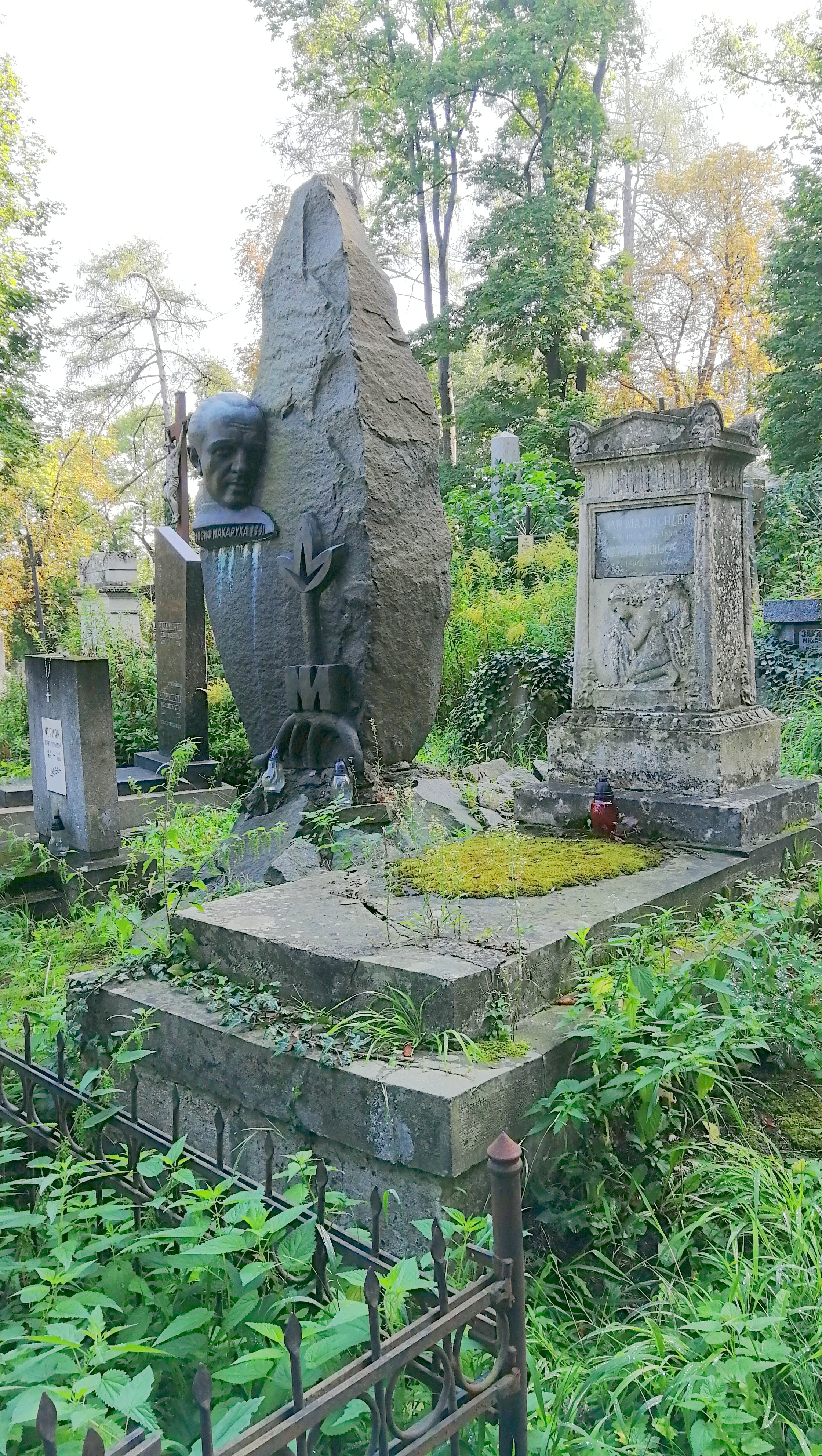
Hrob Josifa Makaruchy (1911–1971) chirurg